# Iglesia de San Joaquín y Santa Bárbara
La iglesia de San Joaquín y Santa Bárbara es el templo parroquial de Arroyo Cerezo, aldea de Castielfabib, en el Rincón de Ademuz provincia de Valencia, Comunidad valenciana, España.
El edificio se halla en el «barrio de Enmedio», propiamente de la Iglesia, y está catalogado como Bien de Relevancia Local con identificador número 46.09.092-003.

## Historia
Refiriéndose a la iglesia de Castielfabib, el estadista Pascual Madoz (1847) dice que «tiene por aneja la vicaría de la aldea de Arroyo Cerezo, cuya iglesia se halla dedicada á San Joaquín y Sta. Bárbara».-

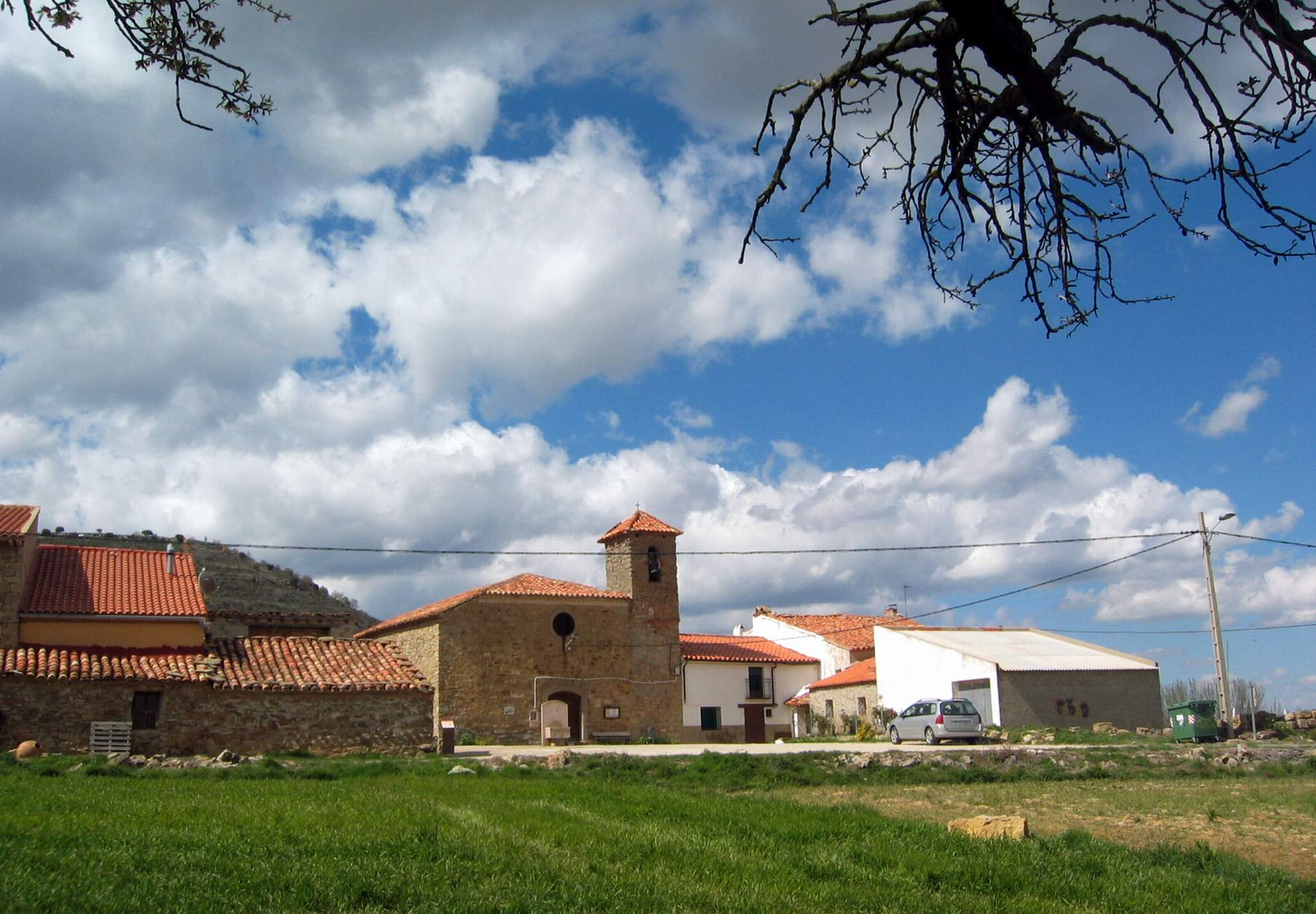
Vista general (meridional) de la iglesia parroquial de Arroyo Cerezo, Castielfabib (2013).

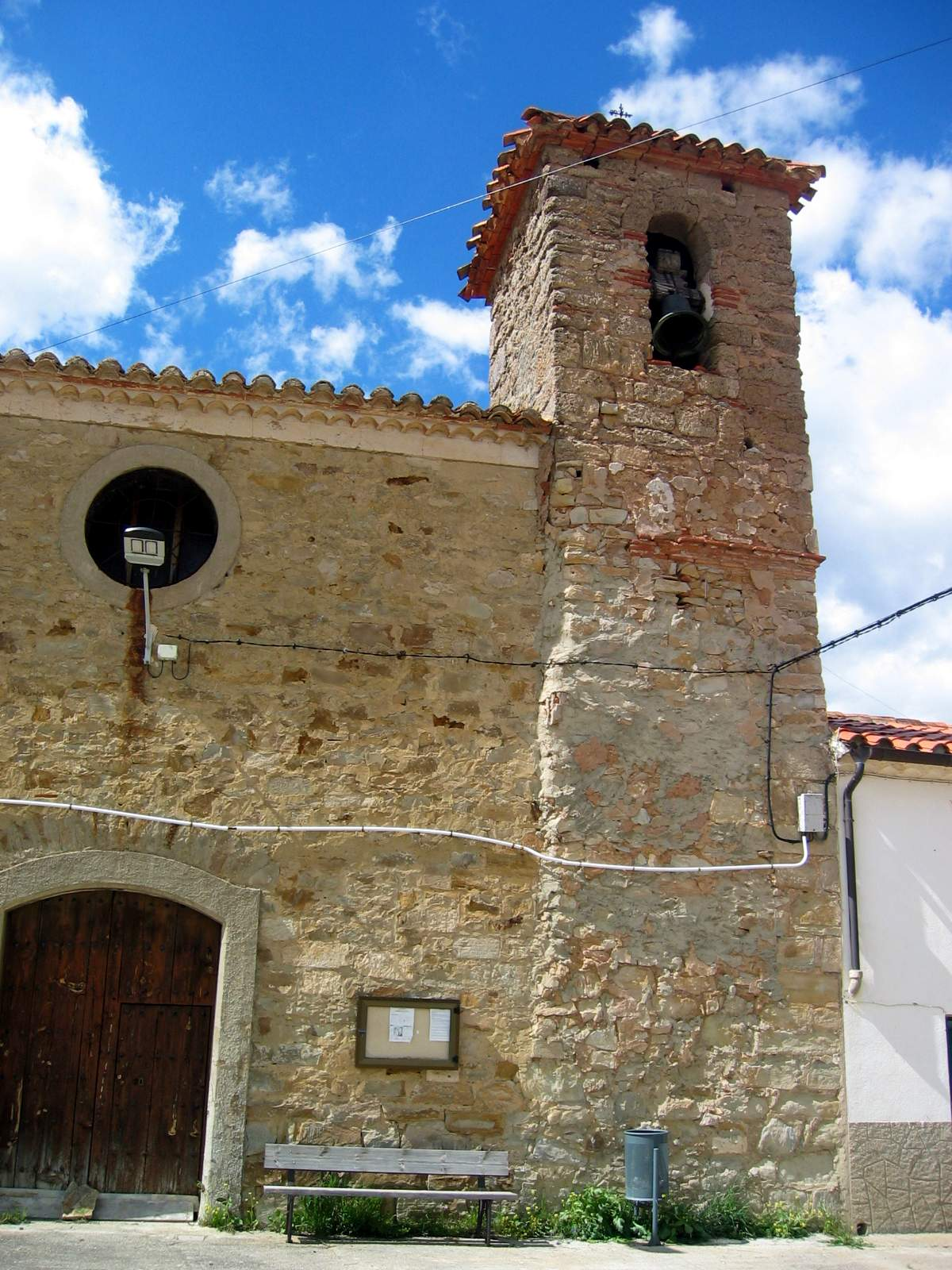
Vista parcial (meridional) de la iglesia parroquial de Arroyo Cerezo, Castielfabib (2013).

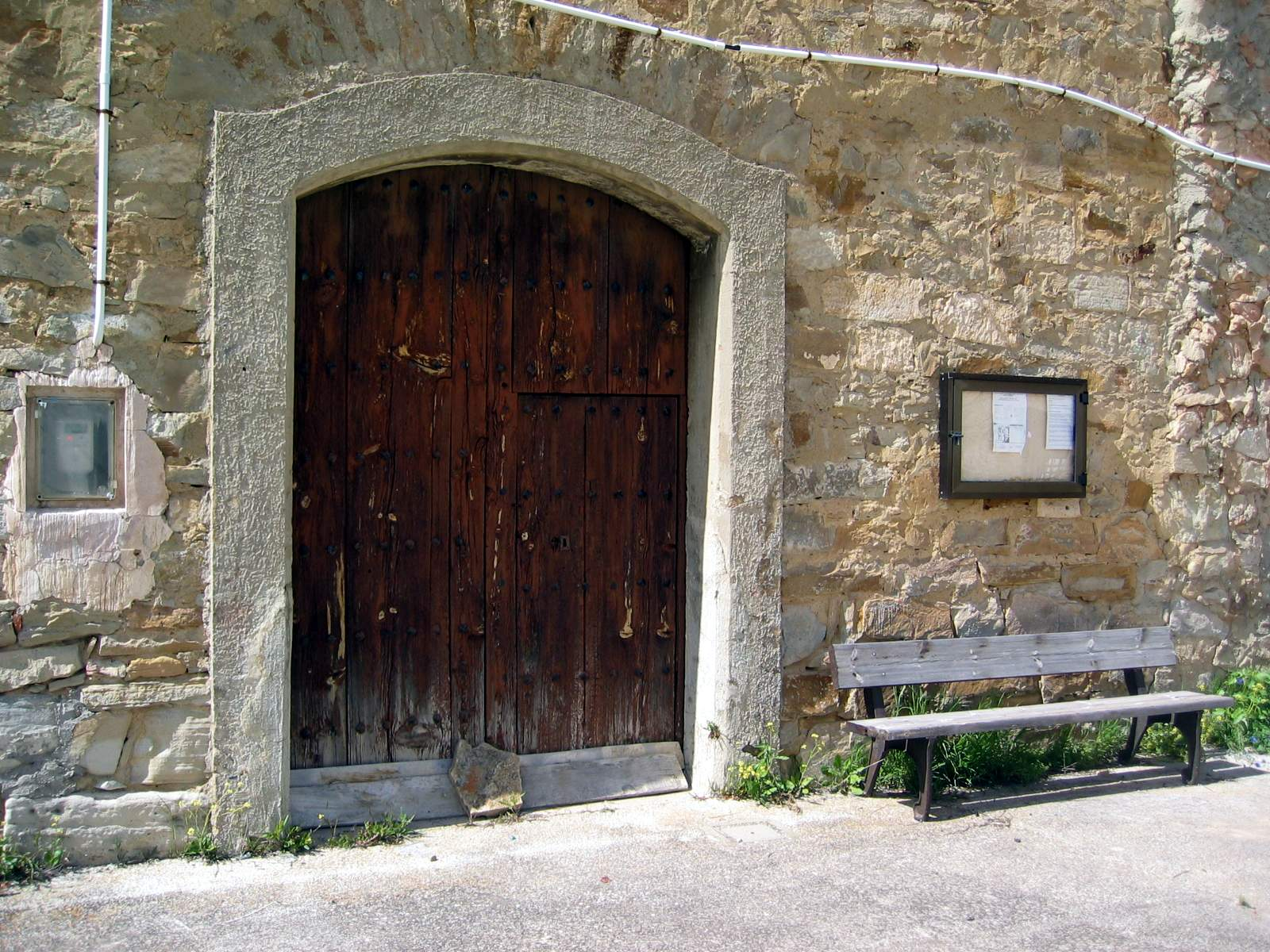
Vista parcial (meridional) de la iglesia parroquial de Arroyo Cerezo, Castielfabib, con detalle del arco rebajado de la entrada (2013).

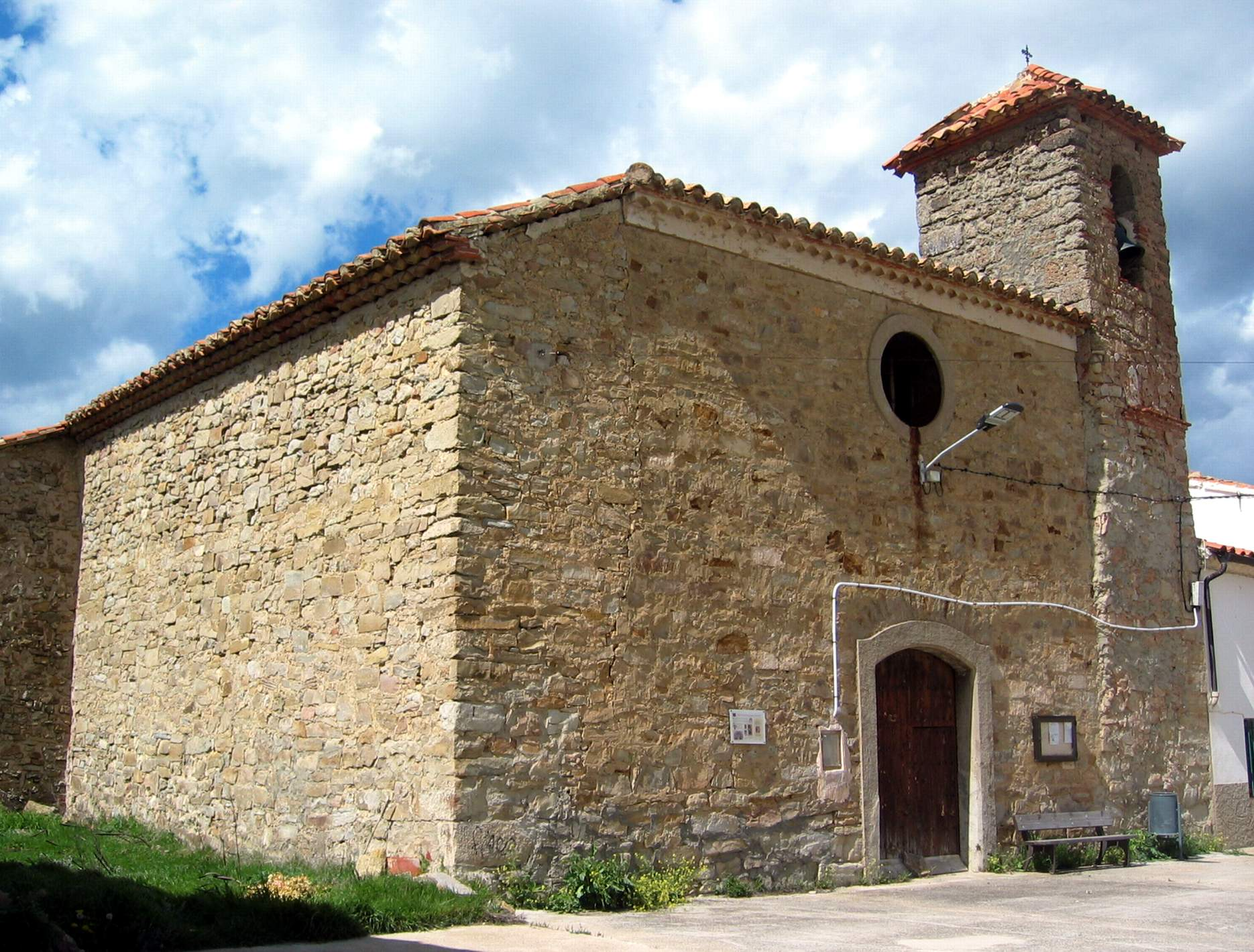
Vista general (suroccidental) de la iglesia parroquial de Arroyo Cerezo, Castielfabib (2013).

Mediado el siglo XIX, el obispo de Segorbe Domingo Canubio y Alberto (1847-1864) en su «Memoria» de 1863 clasifica a la iglesia de Arroyo Cerezo como «Rural», dotándola de 750 reales.-
En la «Relación» al limina del obispo Aguilar y Serrat (1885), la parroquia de Arroyo Cerezo se califica de «Ruralis», 1ª clase, con 67 casas, situándola en el número de orden 58 -entre Mas del Olmo (57) y Negrón (59)-: el total de parroquias de la diócesis de Segorbe en aquellos años finales del siglo XIX era de 64.-
En la «Guía de la Iglesia en la Diócesis de Valencia» (1963), puede verse que el censo de población es de 150 habitantes de hecho y de 200 de derecho. Respecto al inmueble: El templo tiene culto semanal, careciendo de Santísimo. Sin retablo en el altar mayor, carece también de cuadros y otros objetos artísticos o muebles de valor. La torre posee una campana, con reloj de sol. Durante la guerra civil española sufrió desperfectos, «siendo parcialmente reconstruido con una pequeña ayuda del Estado». El cementerio es municipal y se halla a un centenar de metros de la iglesia.
Respecto al Archivo parroquial: durante la revolución fue destruido, la partida de Bautismo más antigua que se conserva data de 1919, la de Confirmación de 1945, la de Matrimonio y Defunción de 1939, estando completa la serie de libros parroquiales desde ese año.
Existen diversos testimonios referentes al saqueo del templo parroquial de Arroyo Cerezo durante la revolución y Guerra Civil (1936-1939) -Magdalena Marco Lagunas (Arroyo Cerezo, 1921)- refiere:

«Resulta que vino un grupo de milicianos y milicianas de la parte de Salvacañete y otros lugares, [...] Sacaron los santos, los cuadros, el retablo dorado que había en el altar mayor, el confesionario, el púlpito, los bancos de madera (solo dejaron uno, que se llevaron a la barbería), incluso la baranda del coro, que era de madera trabajada con dibujos. Y le prendieron fuego en la plaza, hasta que se quemó. Después, mi padre hizo allí mismo una zanja y enterró las cenizas. ¡Una lástima! Luego de vaciar el templo lo llenaron con cosas de la guerra: armas y demás, y rompieron la puerta para poder meter vehículos...».
Del paisaje, alma del Rincón de Ademuz, Alfredo Sánchez Garzón

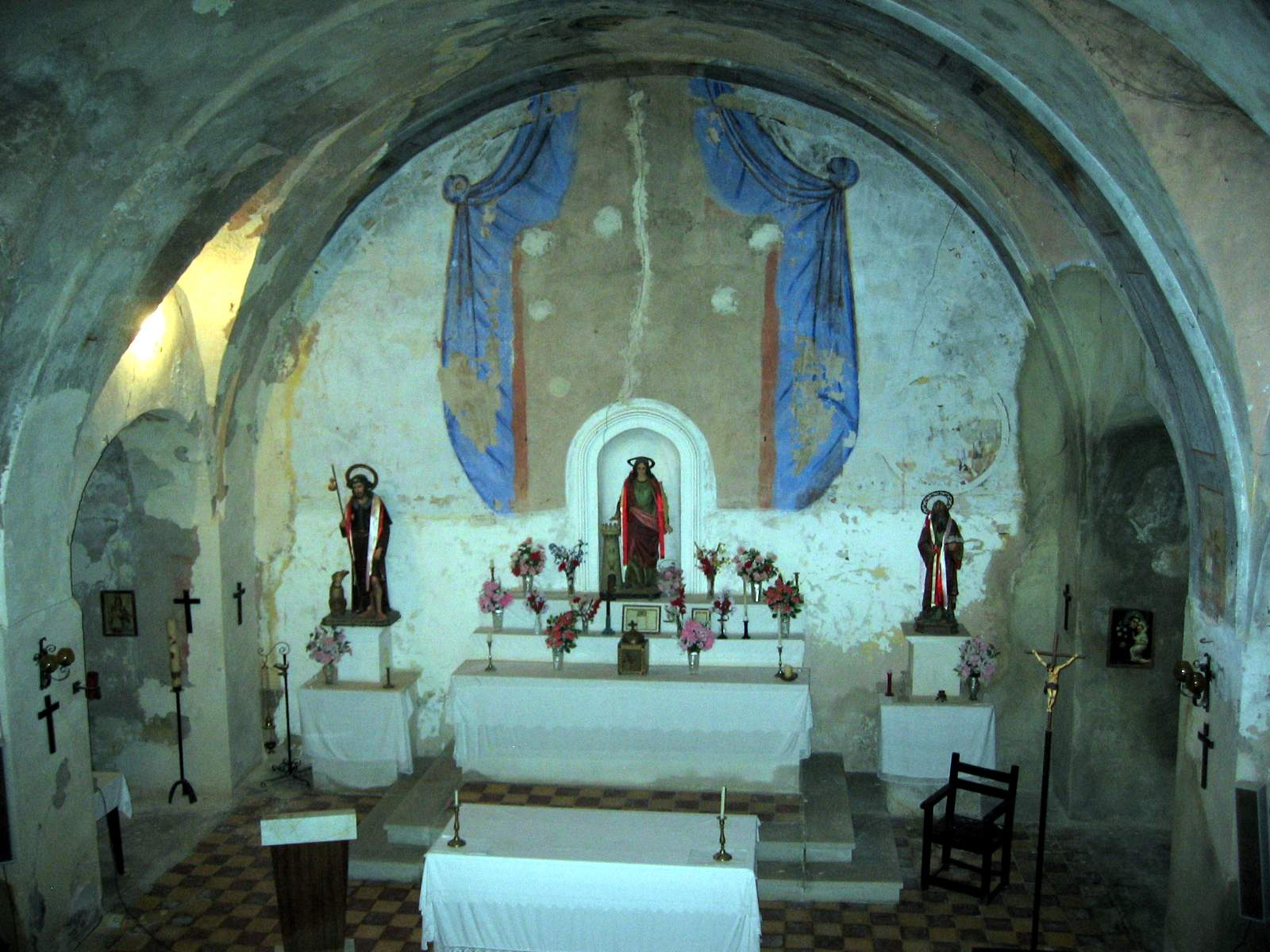
Vista del presbiterio y altar mayor en la iglesia parroquial de Arroyo Cerezo, Castielfabib, desde el coro (2013).

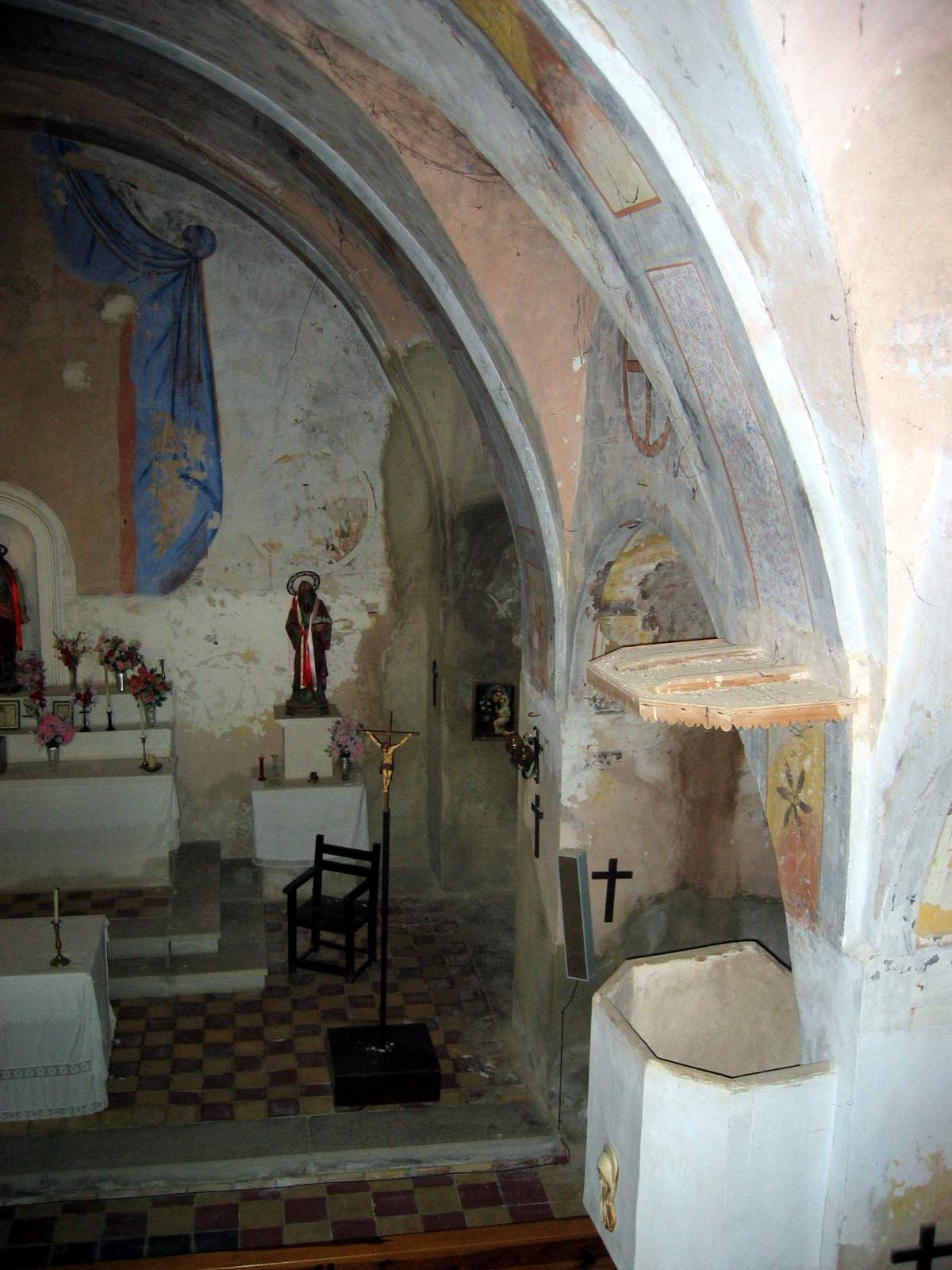
Detalle de capillas del lado de la epístola con púlpito y tornavoz en la iglesia parroquial de Arroyo Cerezo, Castielfabib, desde el coro (2013).

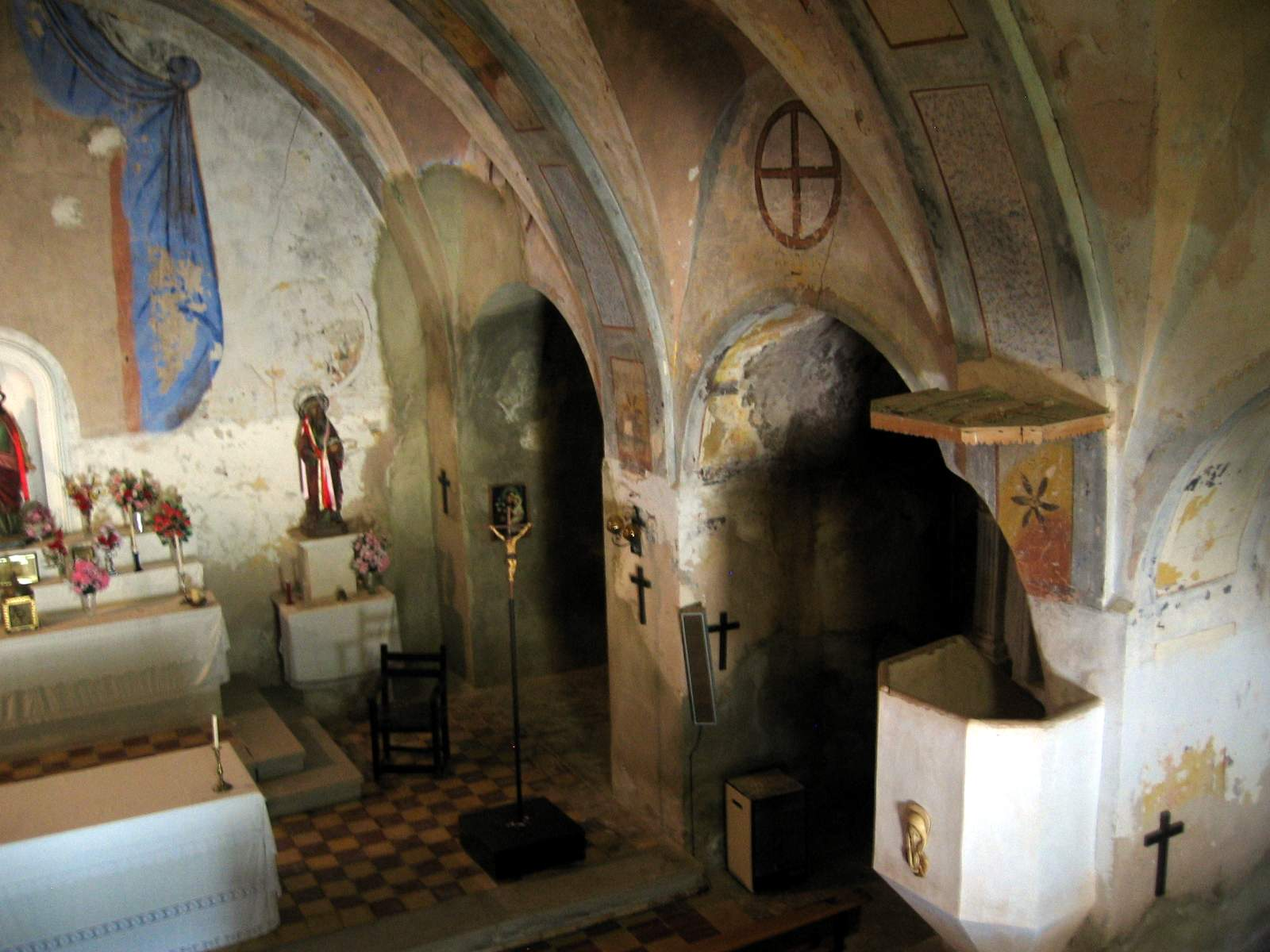
Detalle de capillas del lado de la epístola con púlpito y tornavoz en la iglesia parroquial de Arroyo Cerezo, Castielfabib (2013).

En esta iglesia debió ser bautizado el niño Tomás Díaz Díaz, nacido en el lugar de Arroyo Cerezo el 7 de marzo de 1913, que profesó en la Orden de los «Hermanos Menores Capuchinos» (OFMCap) con el nombre de fray Buenaventura de Arroyo Cerezo, asesinado al comienzo de la revolución en La Sagrera (Barcelona), el día 26 de agosto de 1936, cuando tenía 23 años. Beatificado en la Catedral de Barcelona.

## Descripción
El edificio tiene planta alargada, en disposición norte (cabecera), sur (pies), con la puerta principal y única del templo en la fachada meridional. La cobertura es a varias aguas, con teja árabe dispuesta en canal y cobija. La torre-campanario es cuadrangular y se halla a los pies, lado de la epístola (derecha): posee dos cuerpos de torre, cubierta por un tejadillo piramidal que vierte a cuatro aguas. Según testimonios, a principios del siglo XX el templo sufrió un recrecimiento por la izquierda (evangelio), ampliándose considerablemente por ese lado, incluyendo en la ampliación el cuerpo saledizo de la cabecera, correspondiente al desahogo de la sacristía.
El interior del templo está muy deteriorado, con evidentes muestras de humedad, posee una nave central, con cúpula de cañón y lunetos sobre las capillas laterales de gusto neoclásico, que lucen arcos de medio punto. El piso está enlosado, con ladrillos formando dibujo geométrico. En el centro del presbiterio se halla el altar exento, con otro de obra adosado el muro del testero, sobre el que lucen restos de un retablo de pincel, ya que el dorado que poseía fue destruido al comienzo de la Guerra Civil (1936-1939). Desde el presbiterio se accede directamente a la sacristía, recinto de techo más bajo que el del templo, anexo por el lado del evangelio.
A la torre se accede por una escalerita situada a la derecha, bajo el coro, que está a los pies del templo, sobre la entrada; su piso es de yeso crudo y carece de baranda. El campanario tiene el acceso angosto, con los peldaños muy deteriorados; el piso de campanas tiene cuatro vanos, pero solo posee una campana que responde al nombre de «Santa Bárbara», fundida por «Arcos y Menezo» en 1859: su diámetro de boca es de 80 cm y pesa 296 kg.

## Galería

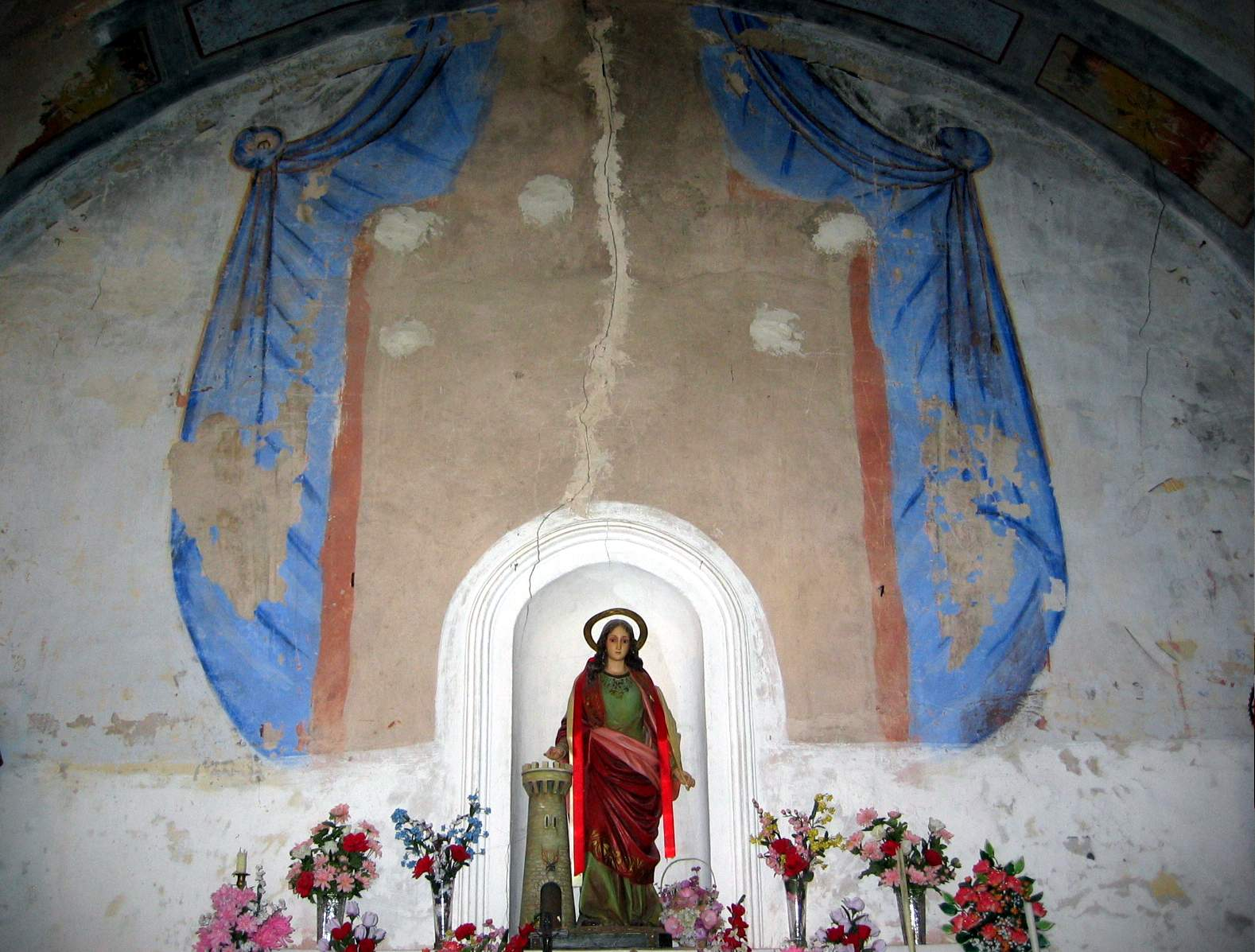
Detalle del retablo de pincel en el altar mayor de la iglesia parroquial de Arroyo Cerezo, Castielfabib (Valencia).
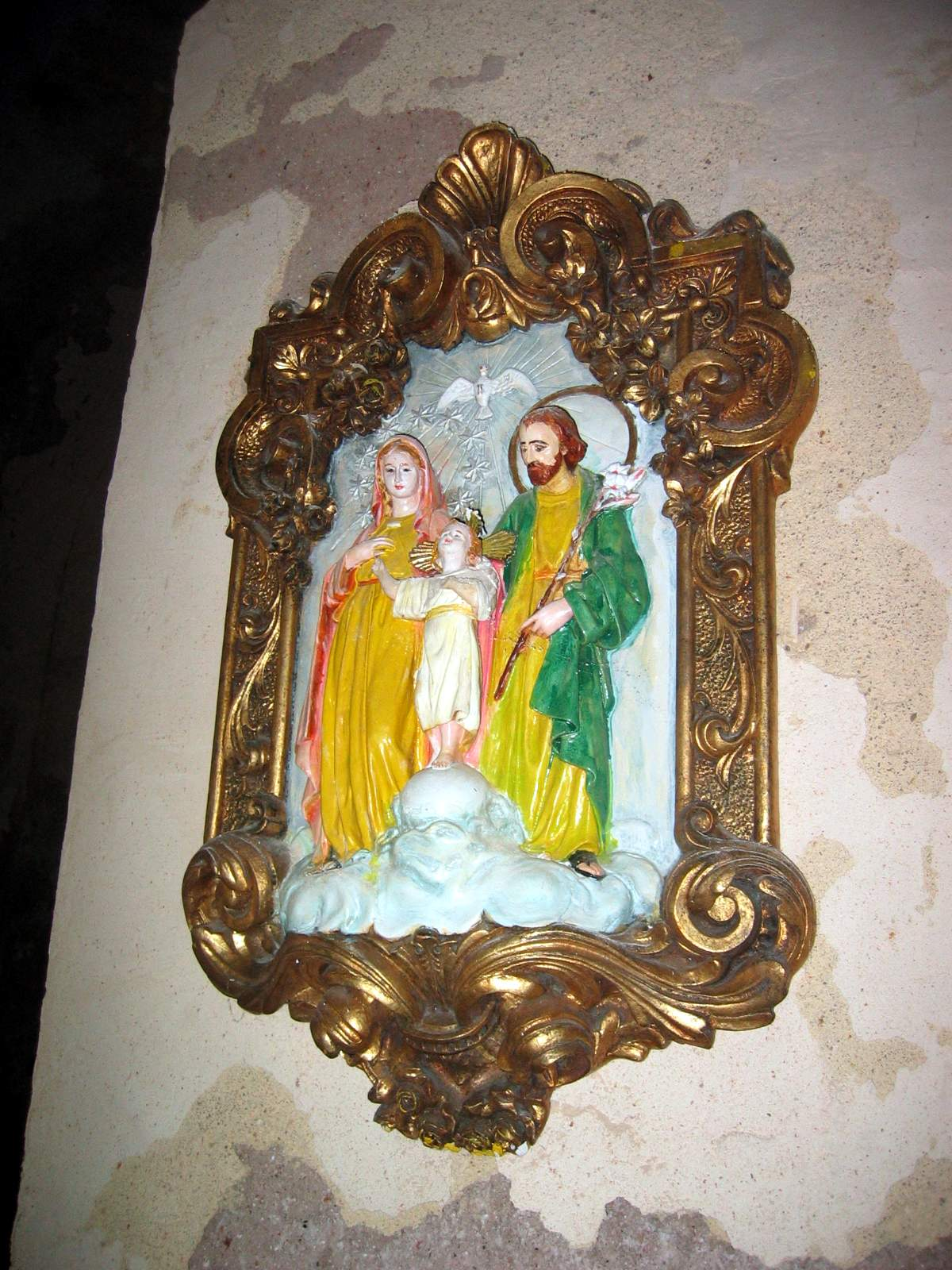
Detalle de cuadro en relieve con la representación de la Sagrada Familia en la iglesia parroquial de Arroyo Cerezo, Castielfabib (Valencia).
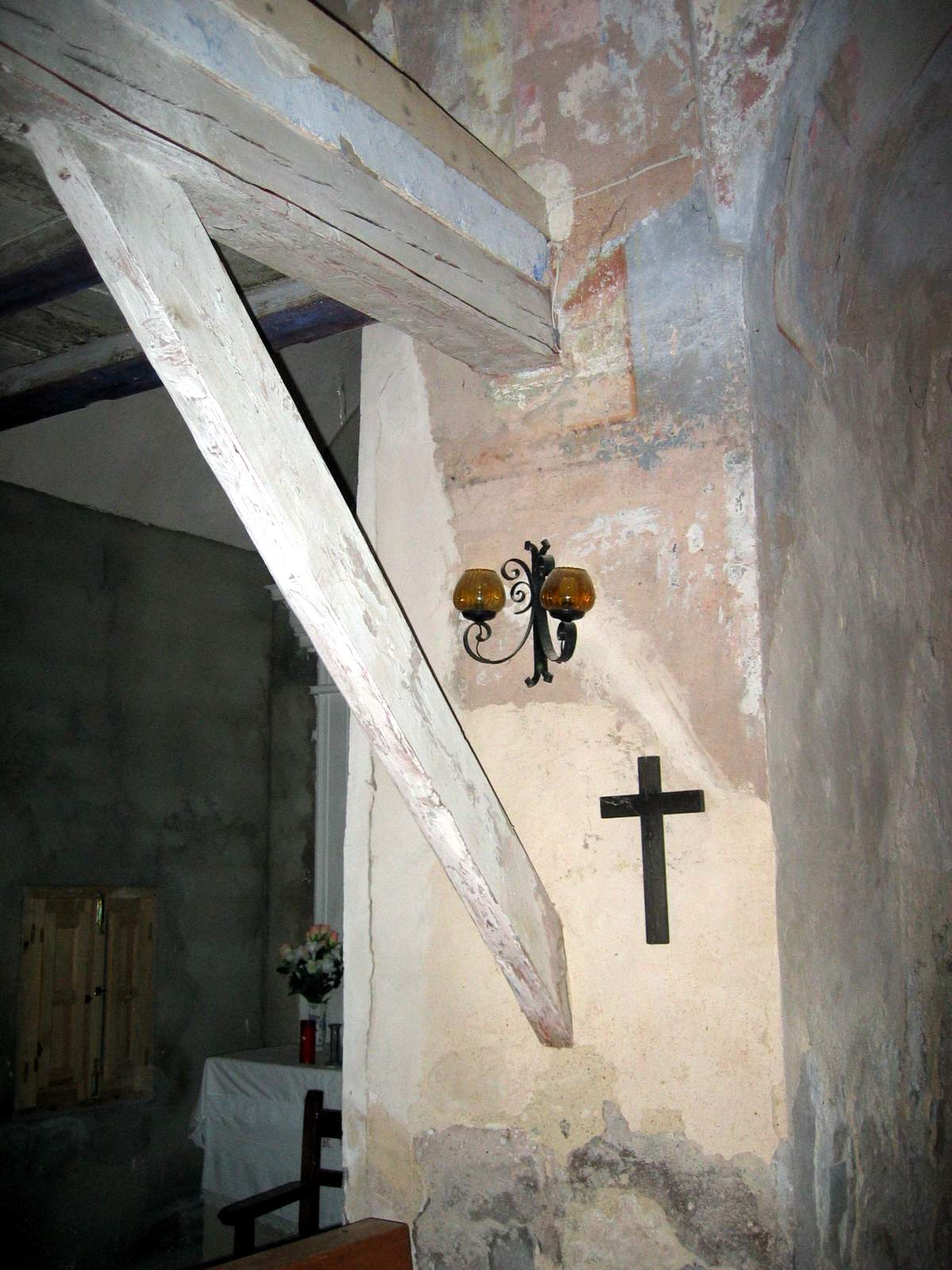
Detalle del soporte del coro en la iglesia parroquial de Arroyo Cerezo, Castielfabib (Valencia).
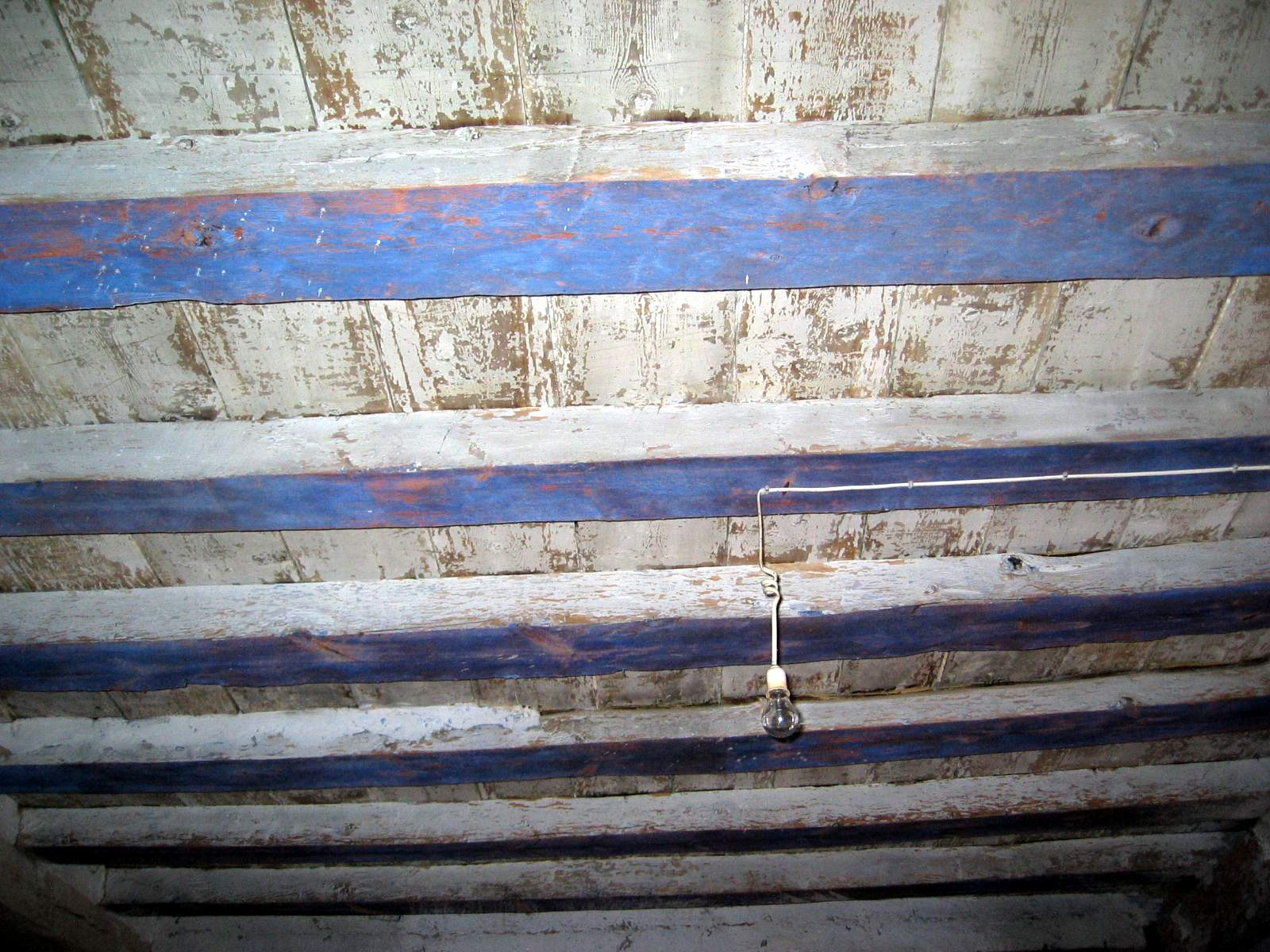
Detalle de la armadura del piso del coro en la iglesia parroquial de Arroyo Cerezo, Castielfabib (Valencia).
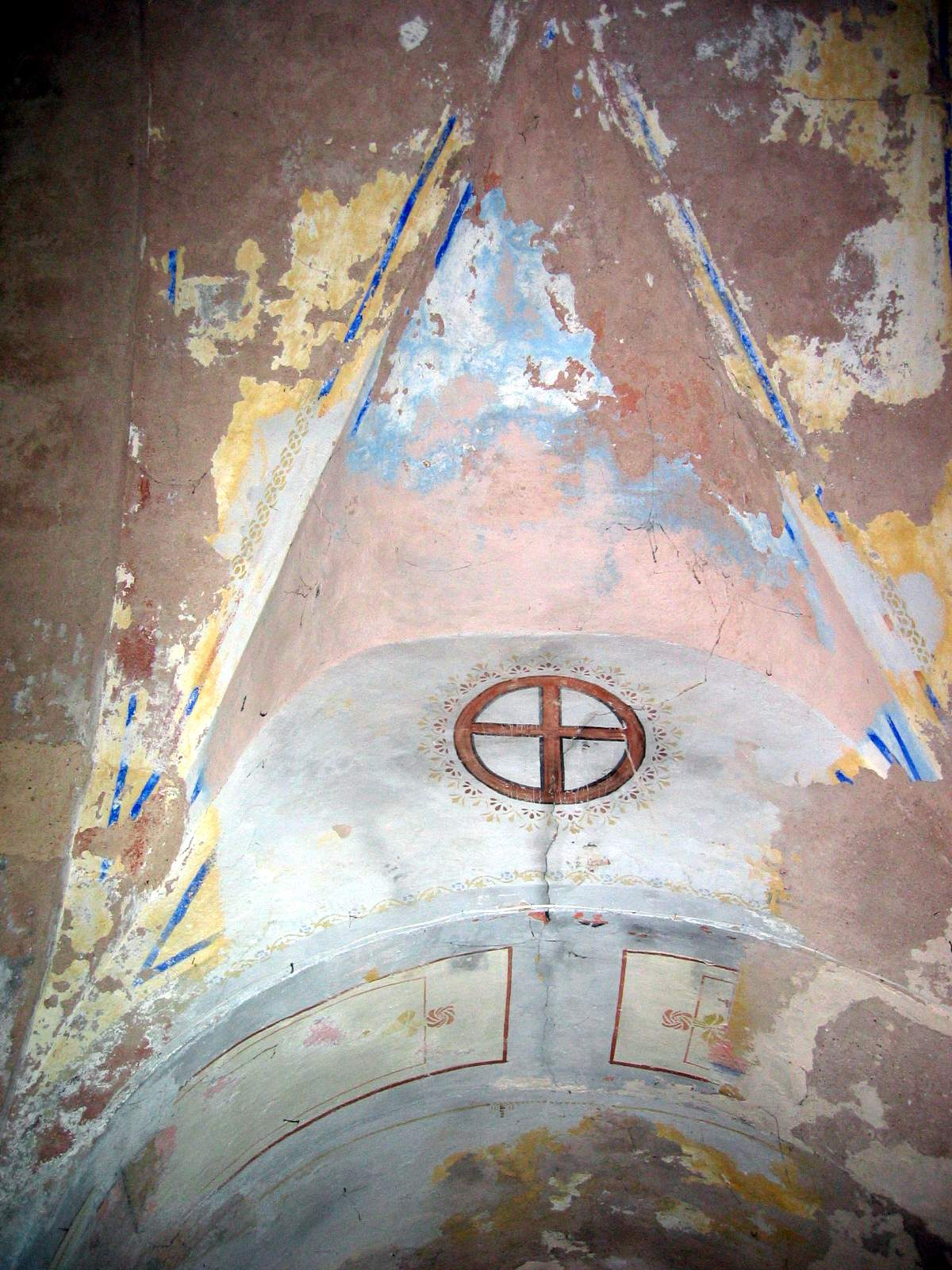
Detalle de luneto en una capilla de la iglesia parroquial de Arroyo Cerezo, Castielfabib (Valencia).
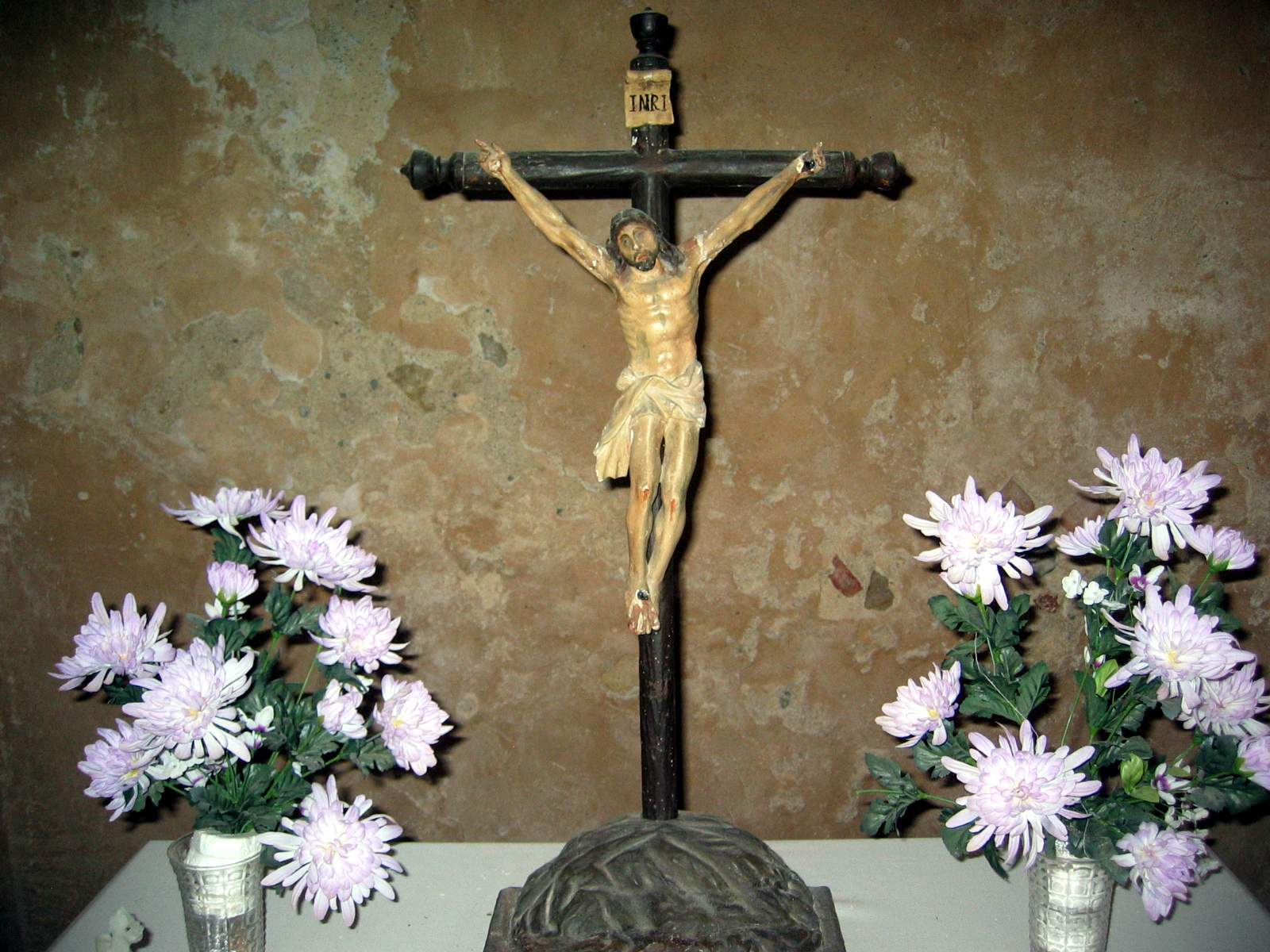
Detalle de crucifijo de mesa en la iglesia parroquial de Arroyo Cerezo, Castielfabib (Valencia).
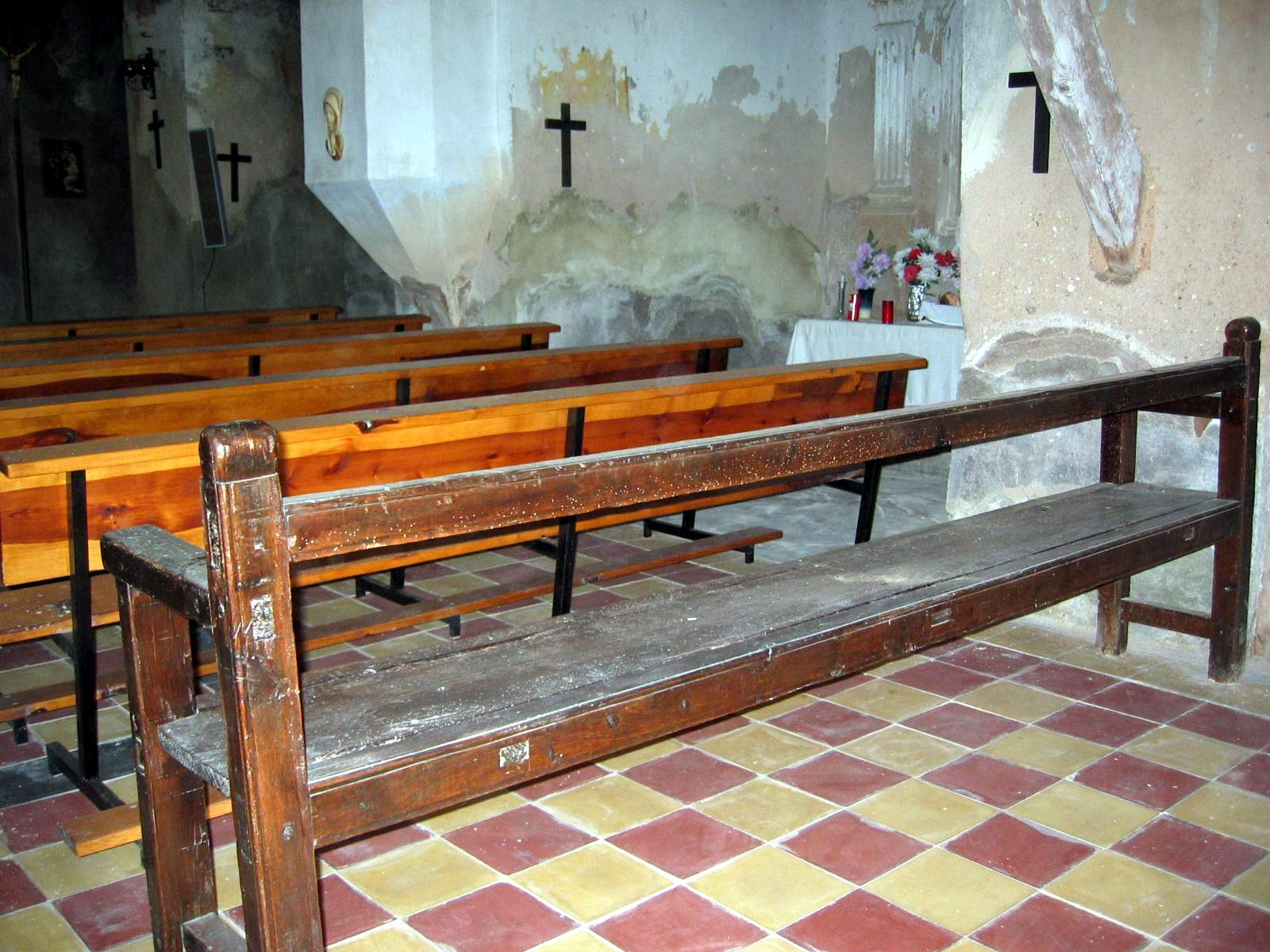
Detalle de bancos de madera y piso de ladrillos hidráulicos en la iglesia parroquial de Arroyo Cerezo, Castielfabib (Valencia).
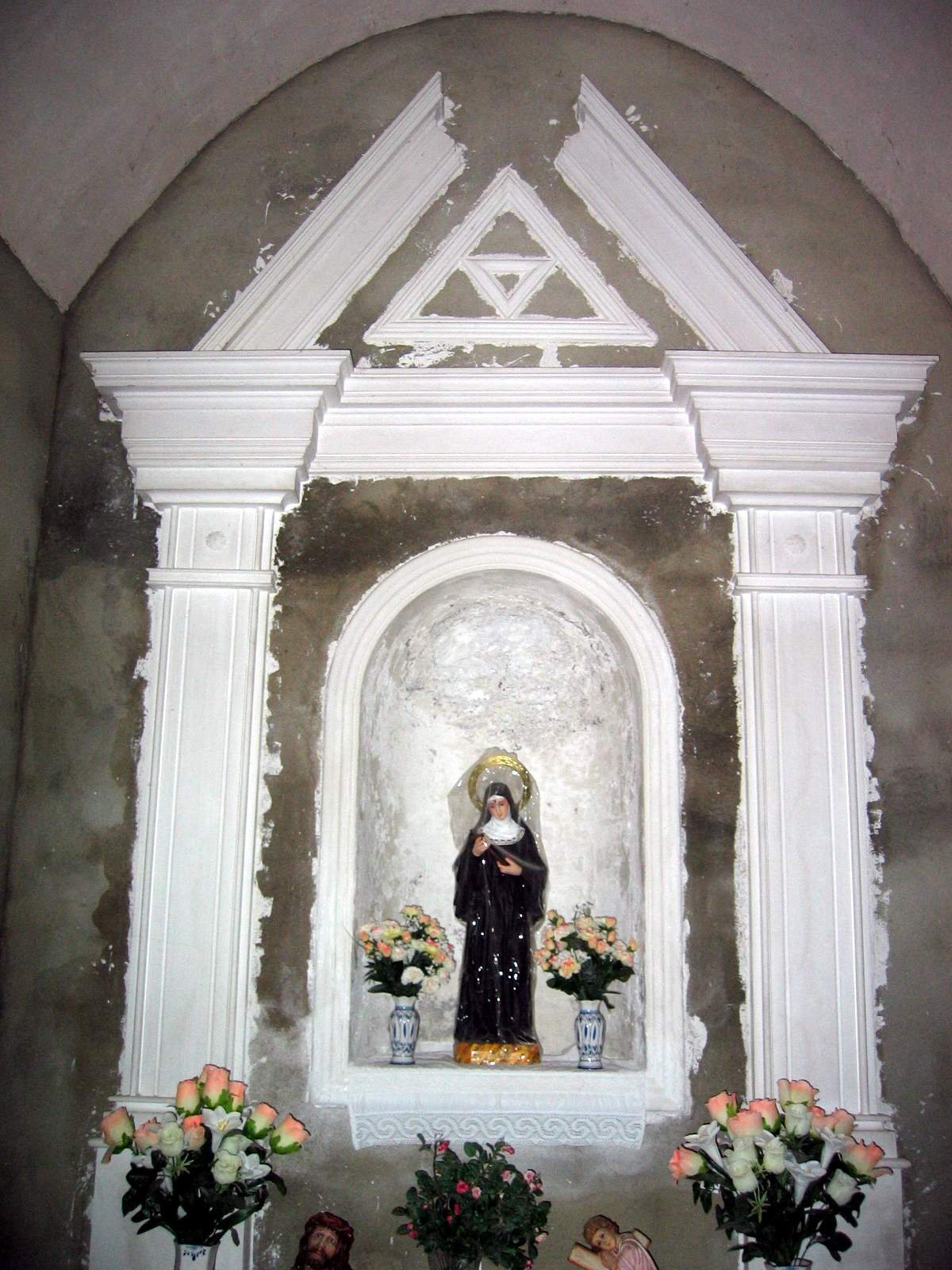
Detalle de altar con retablo neoclásico en la iglesia parroquial de Arroyo Cerezo, Castielfabib (Valencia).
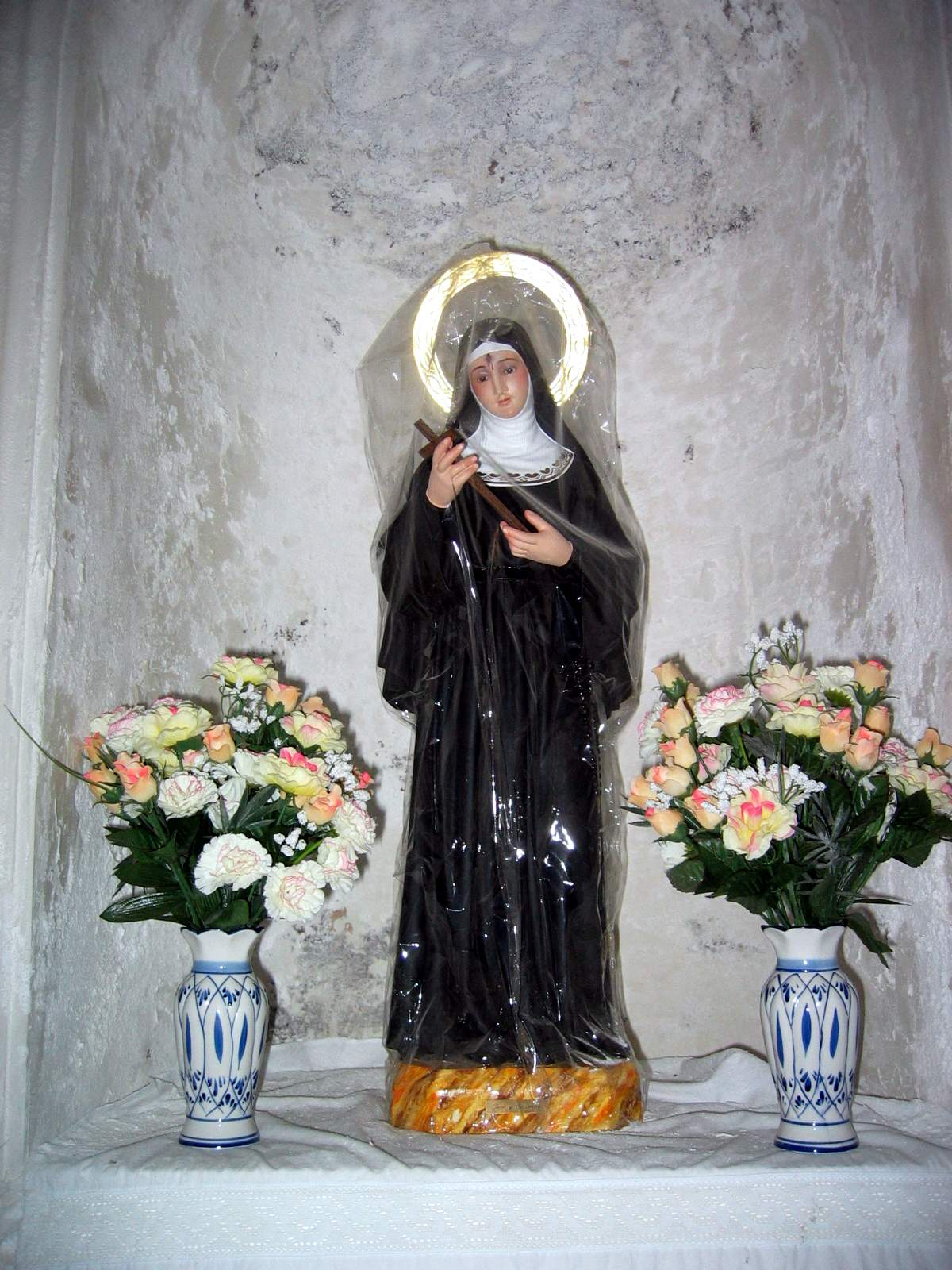
Imagen de santa Rita en la iglesia parroquial de Arroyo Cerezo, Castielfabib (Valencia).
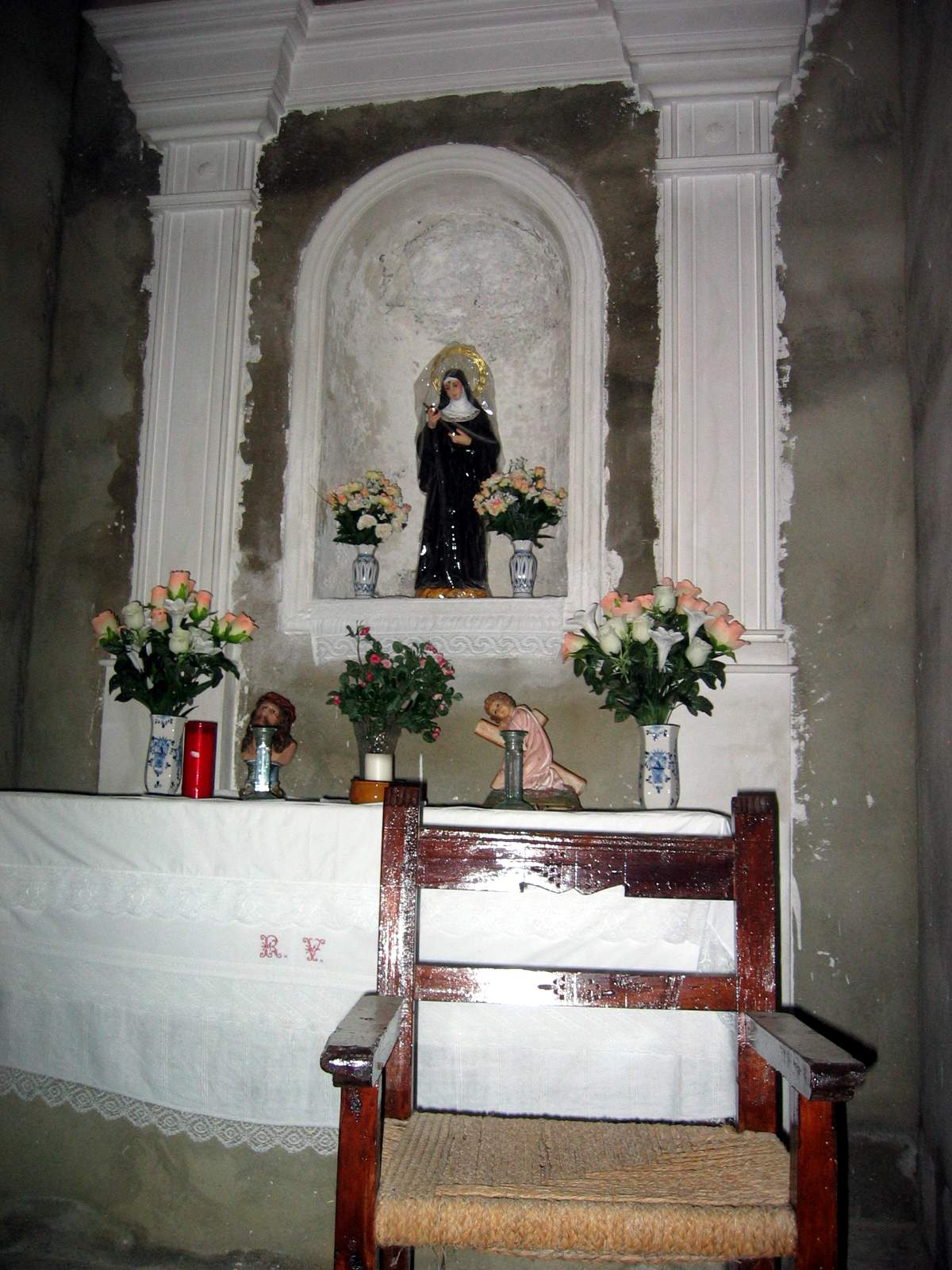
Detalle de altar adosado y retablo neoclásico en la iglesia parroquial de Arroyo Cerezo, Castielfabib (Valencia).
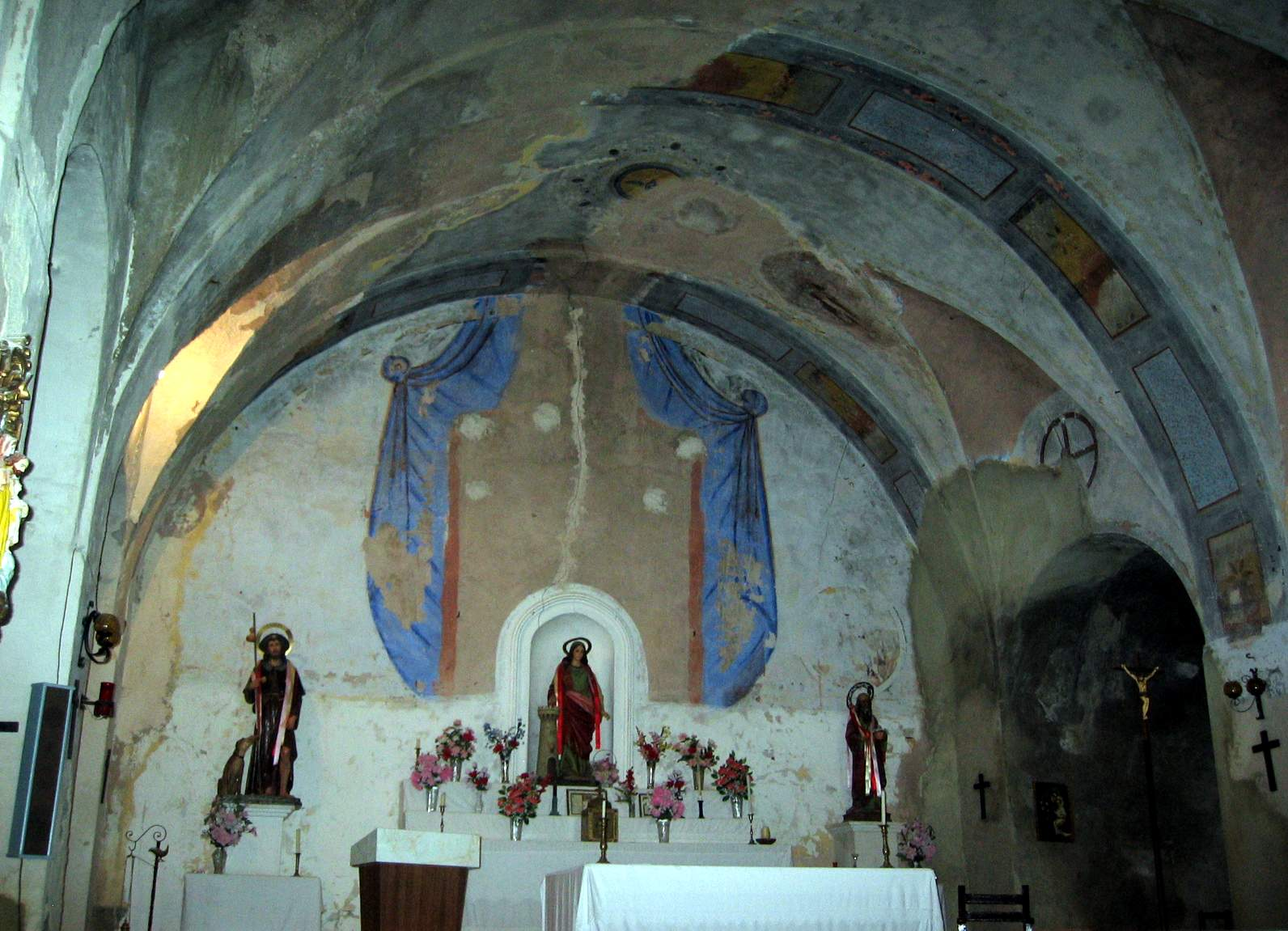
Vista del presbiterio y retablo del altar mayor en la iglesia parroquial de Arroyo Cerezo, Castielfabib (Valencia).
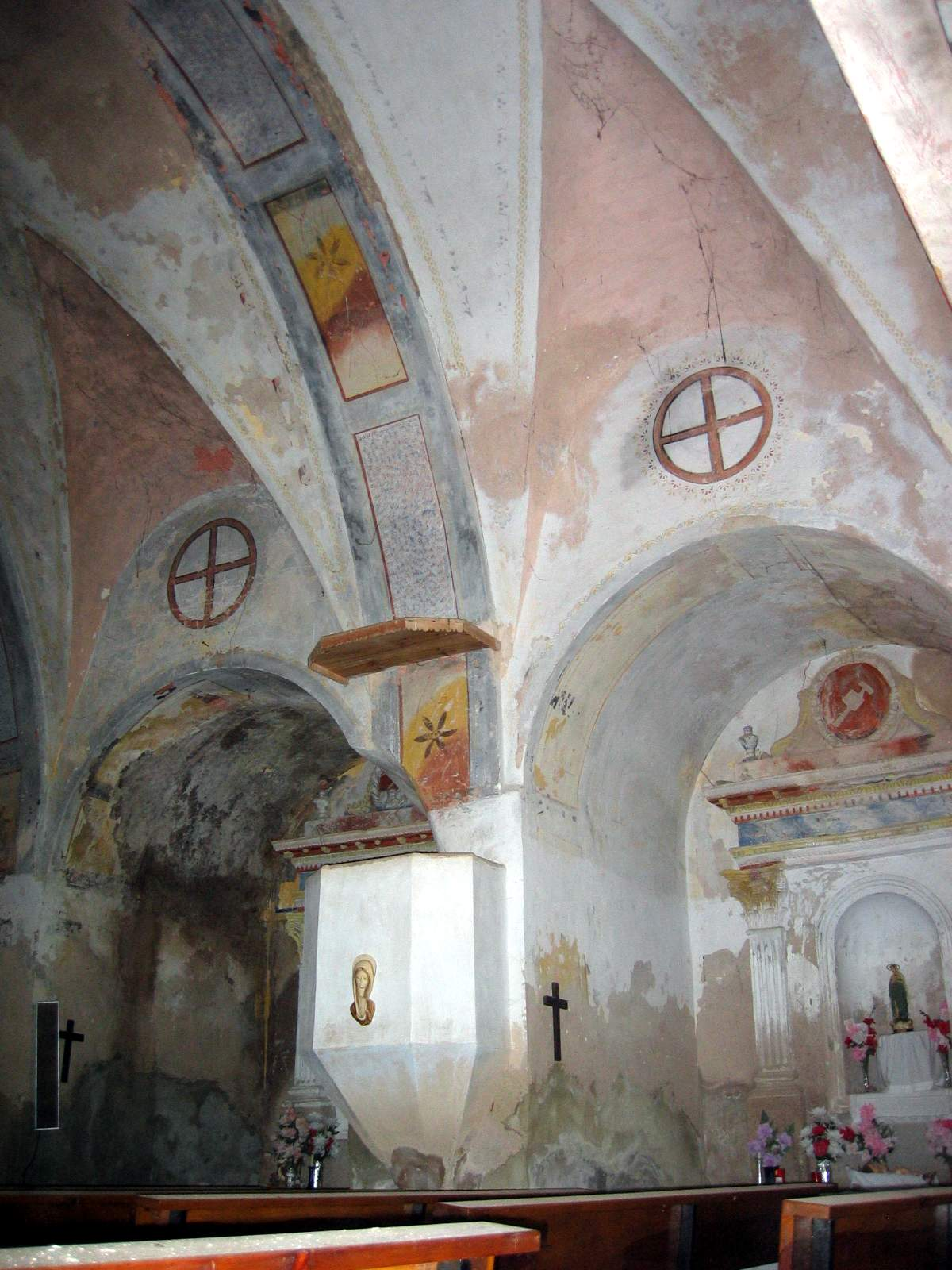
Detalle de capillas del lado de la epístola con púlpito en la iglesia parroquial de Arroyo Cerezo, Castielfabib (Valencia).
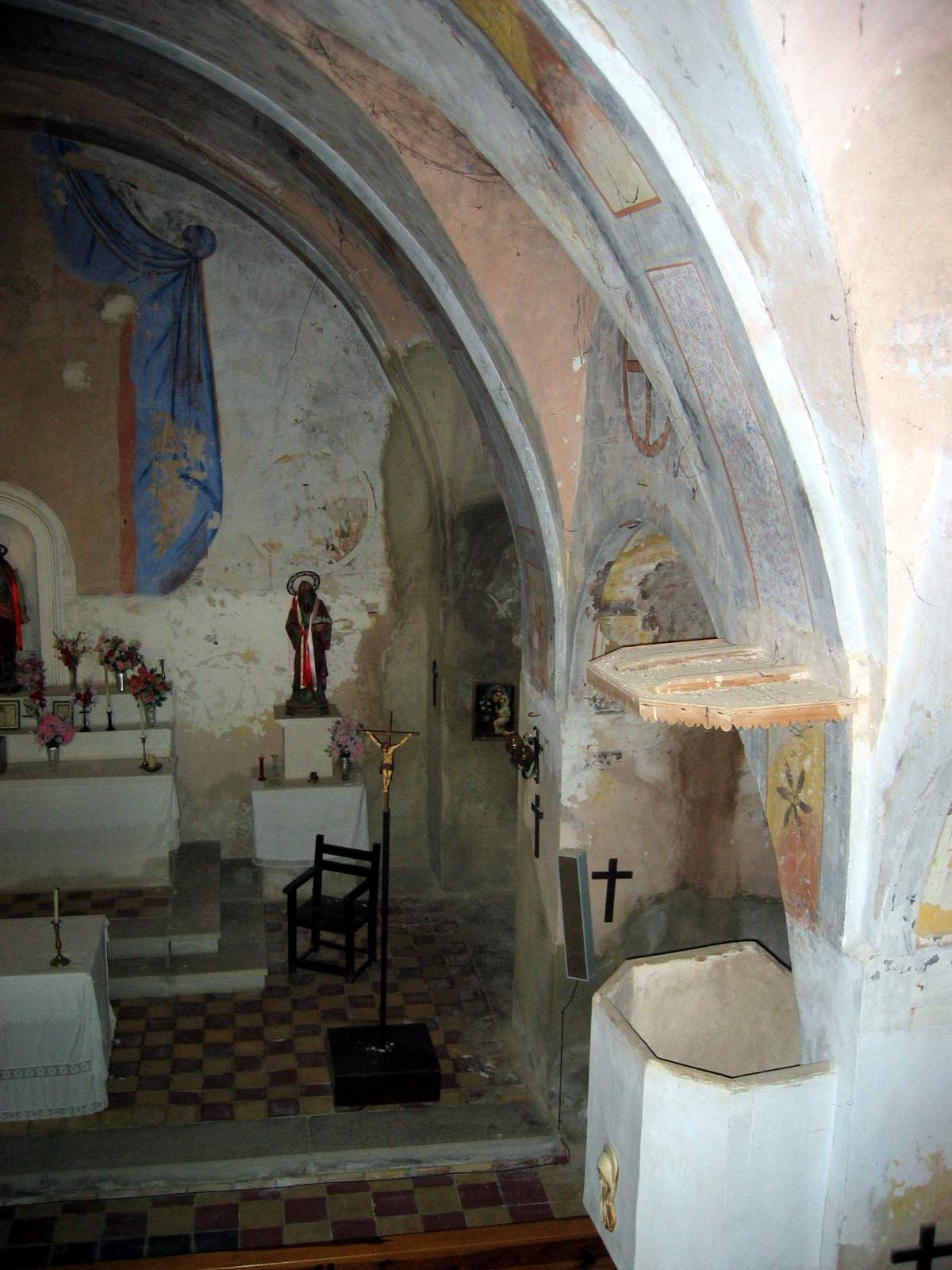
Detalle de capillas del lado de la epístola con púlpito en la iglesia parroquial de Arroyo Cerezo, Castielfabib (Valencia), desde el coro.
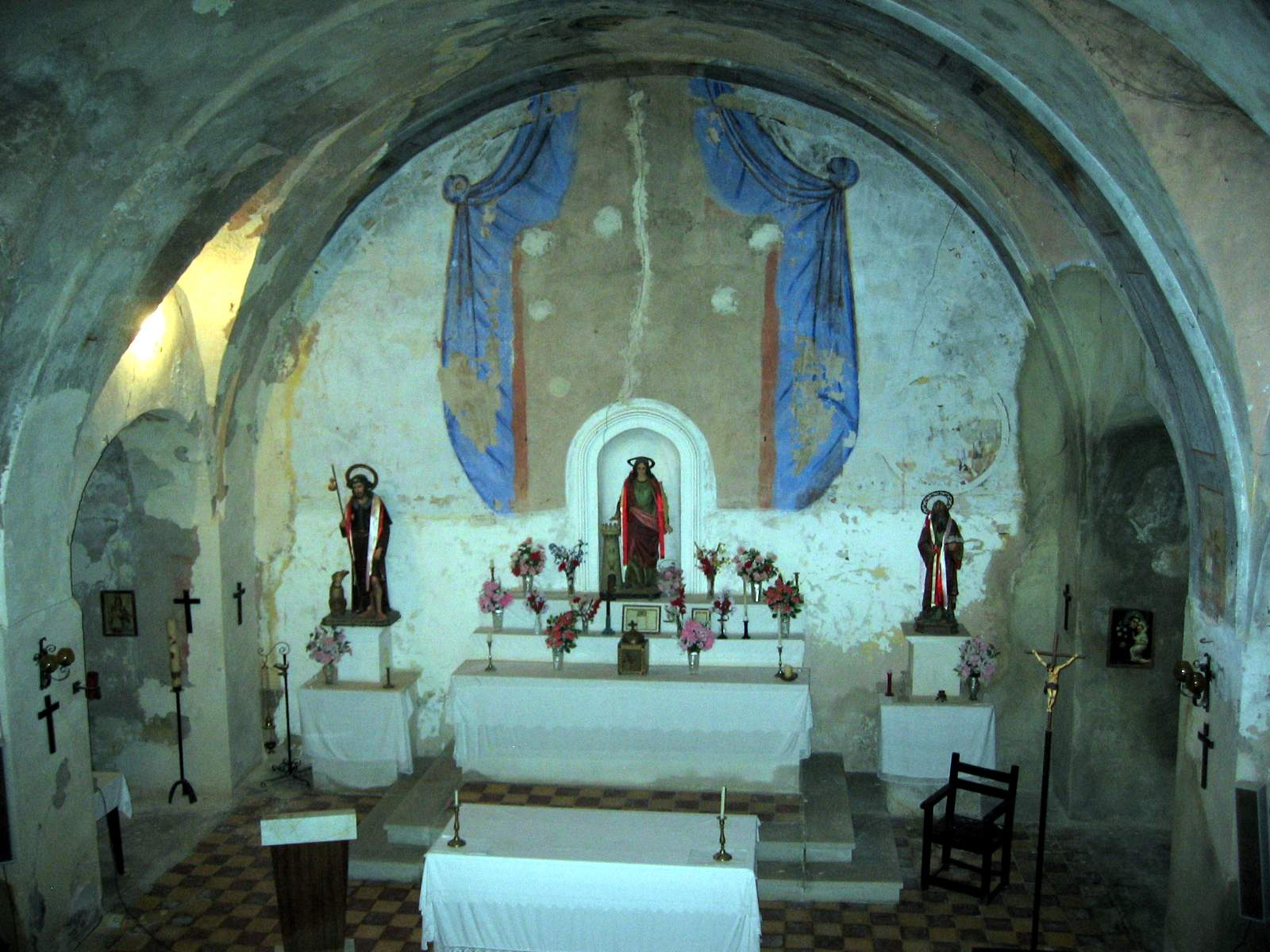
Vista del presbiterio y altar mayor en la iglesia parroquial de Arroyo Cerezo, Castielfabib (Valencia), desde el coro.
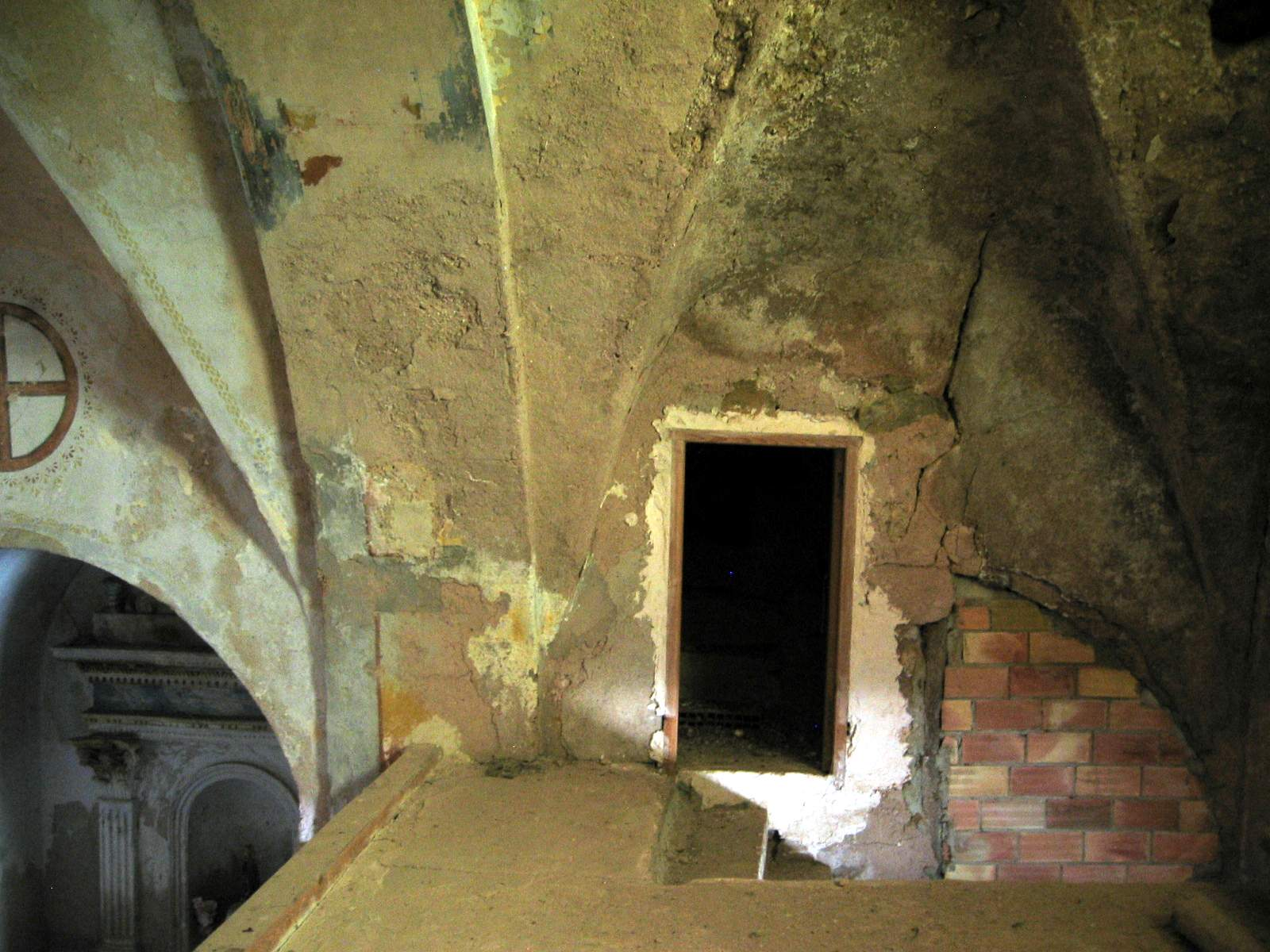
Detalle de las escaleras de subida al coro y puerta de acceso a la torre en la iglesia parroquial de Arroyo Cerezo, Castielfabib (Valencia).
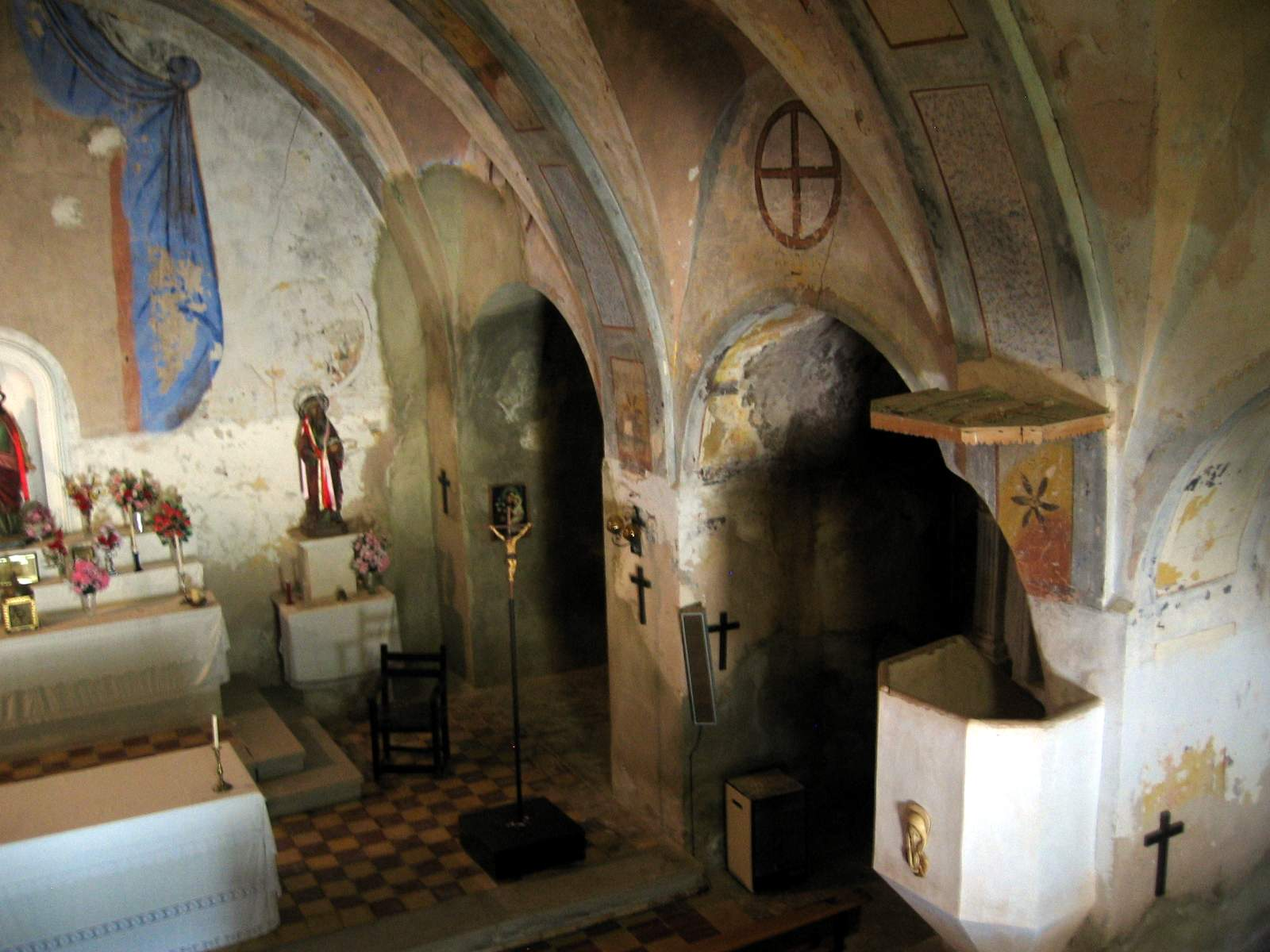
Detalle de capillas del lado de la epístola con púlpito en la iglesia parroquial de Arroyo Cerezo, Castielfabib (Valencia).
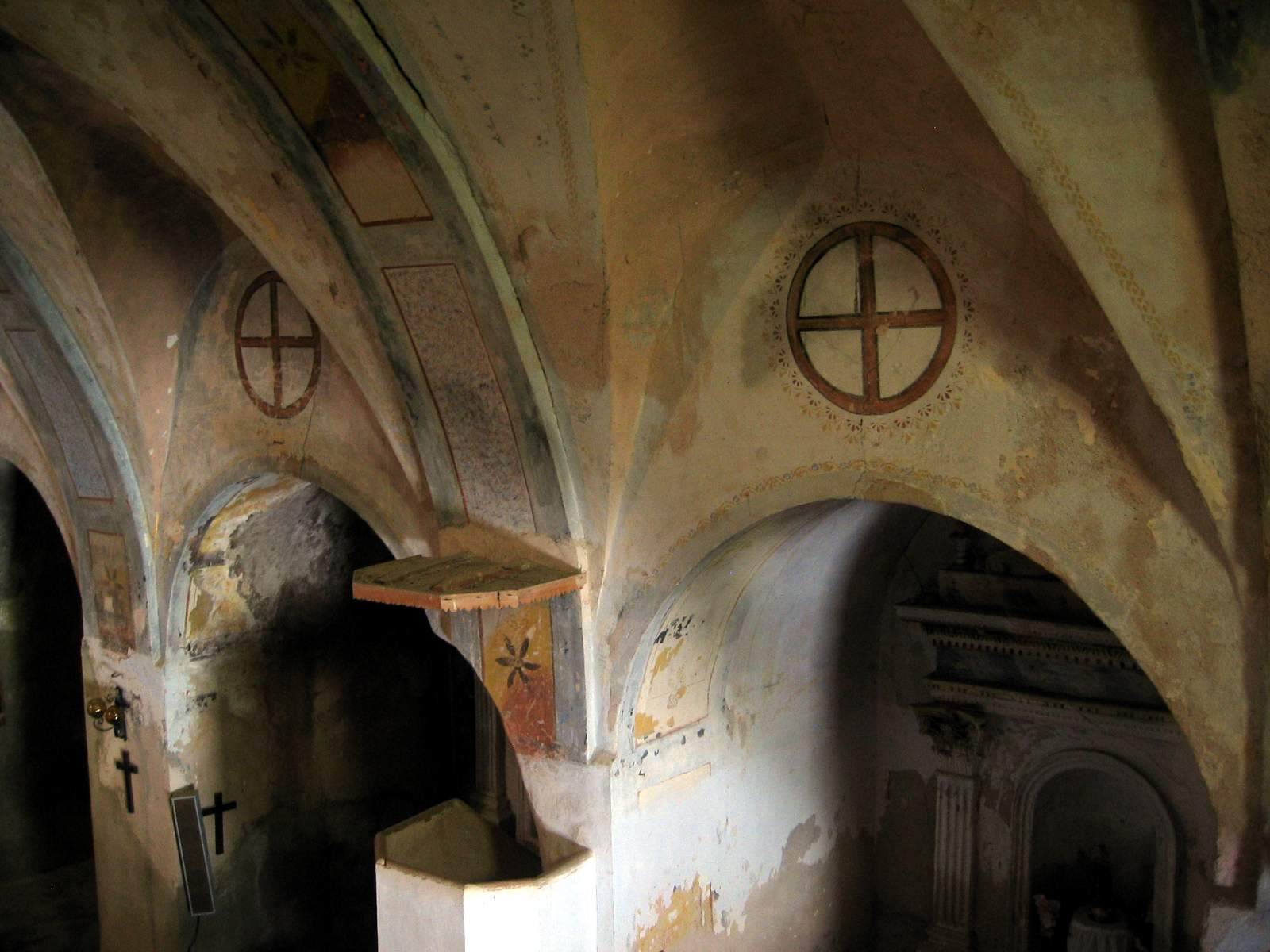
Detalle de capillas del lado de la epístola con púlpito en la iglesia parroquial de Arroyo Cerezo, Castielfabib (Valencia).
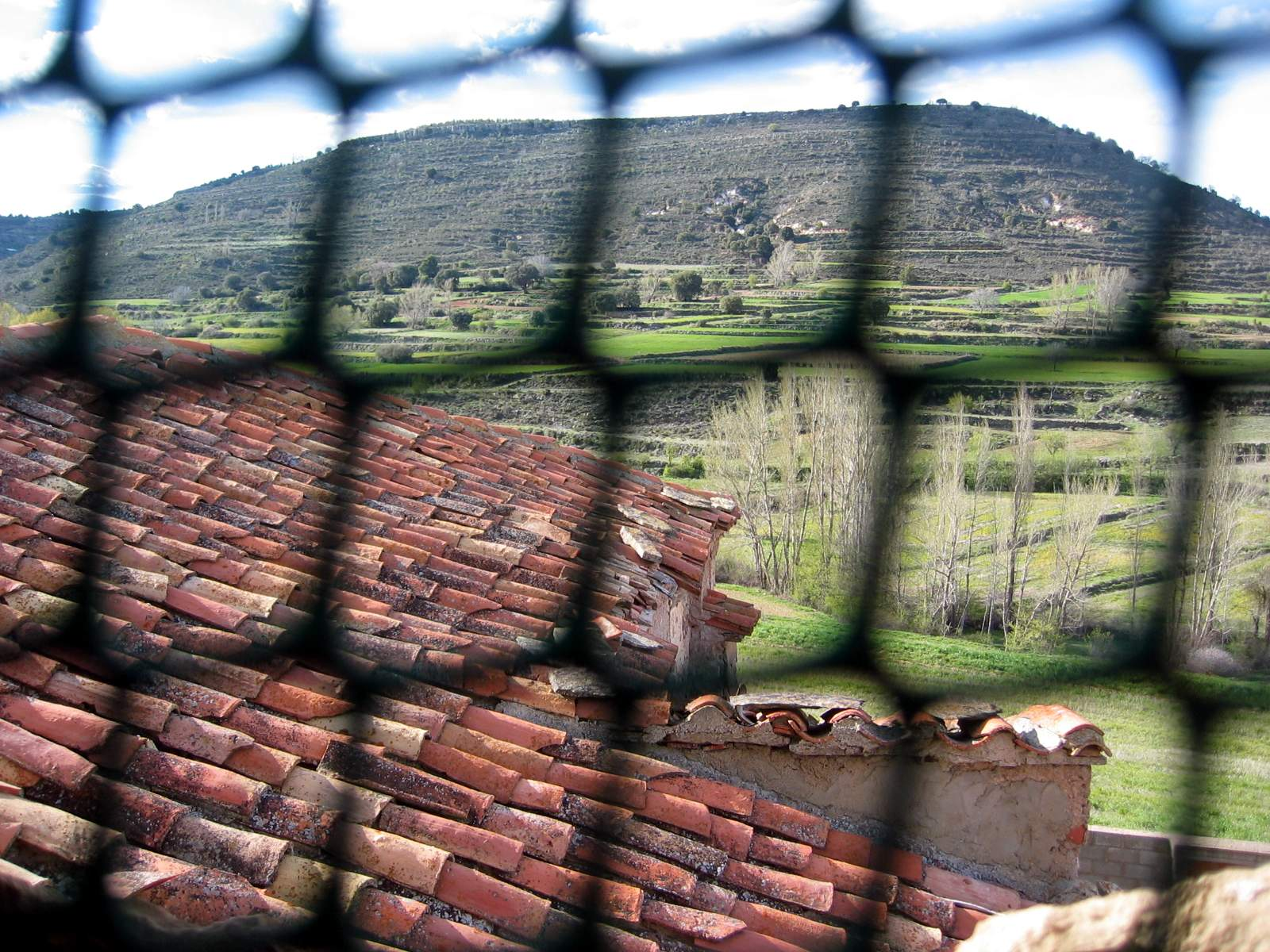
Vista parcial de la vertiente oriental del tejado de la iglesia parroquial de Arroyo Cerezo, Castielfabib (Valencia), desde la torre, con la Muela del Royo al fondo.
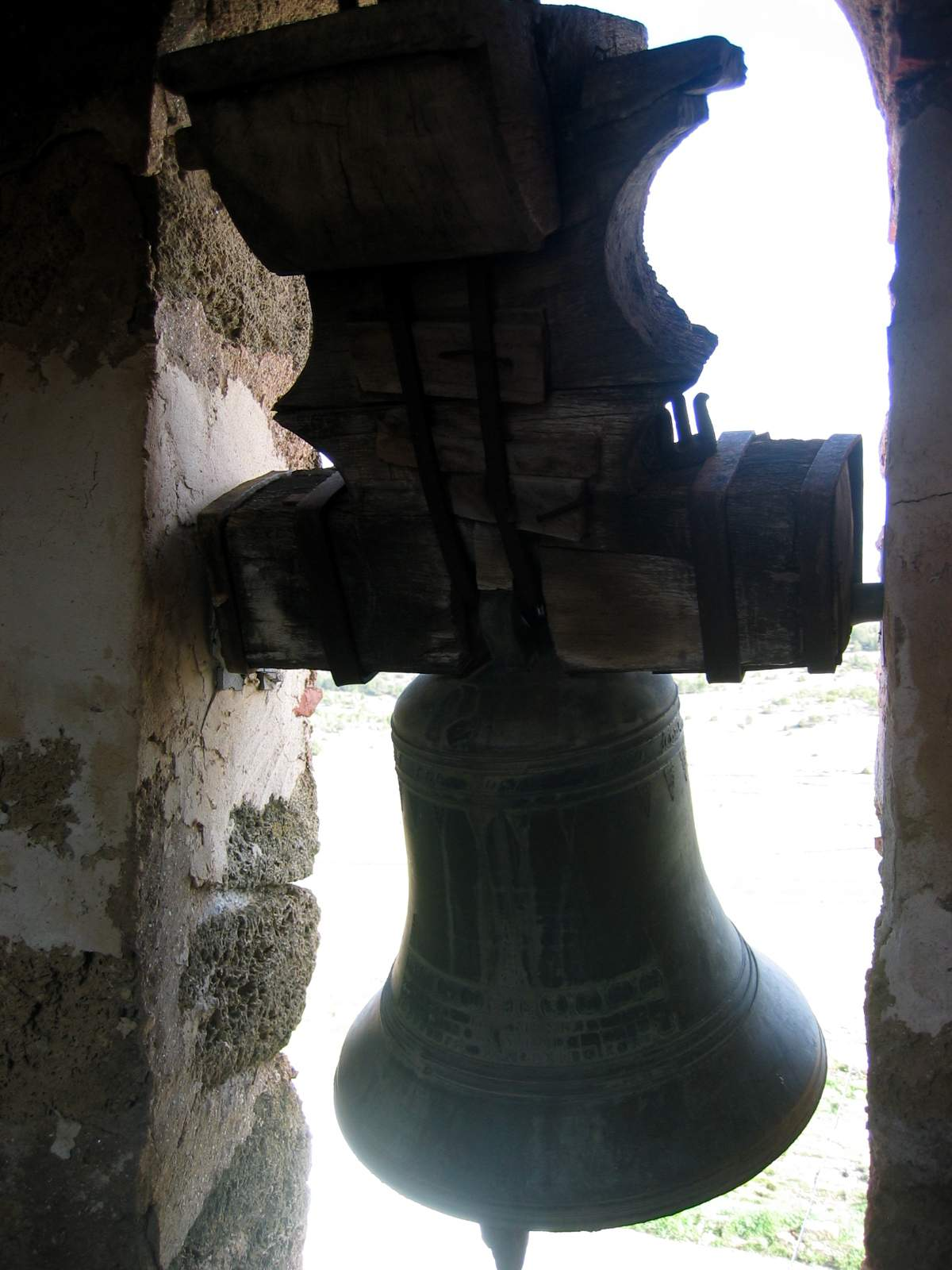
Detalle de la "Santa Bárbara" (1859), en la iglesia parroquial de Arroyo Cerezo, Castielfabib (Valencia).
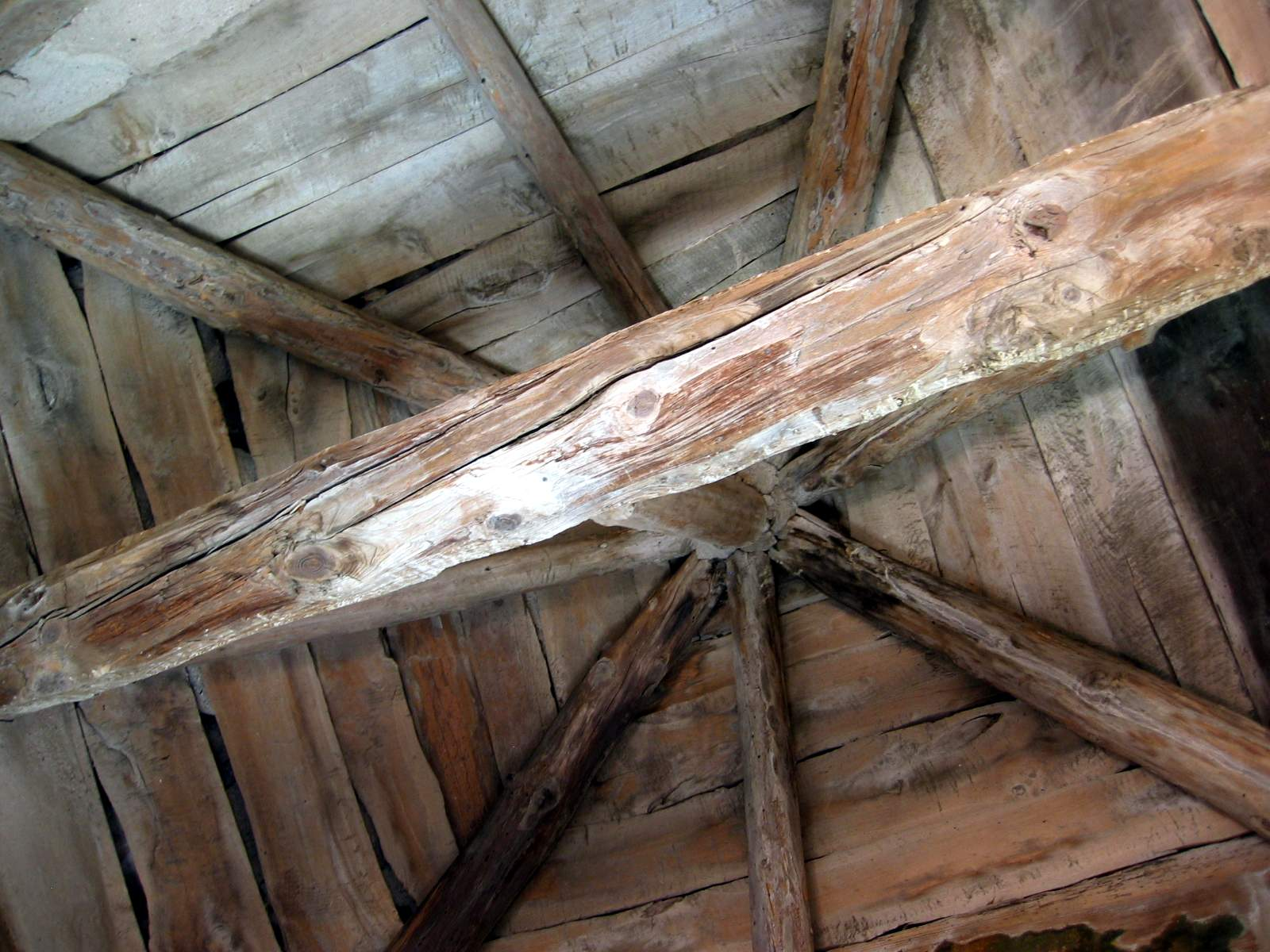
Detalle de la armadura de la cubierta de la torre en la iglesia parroquial de Arroyo Cerezo, Castielfabib (Valencia).
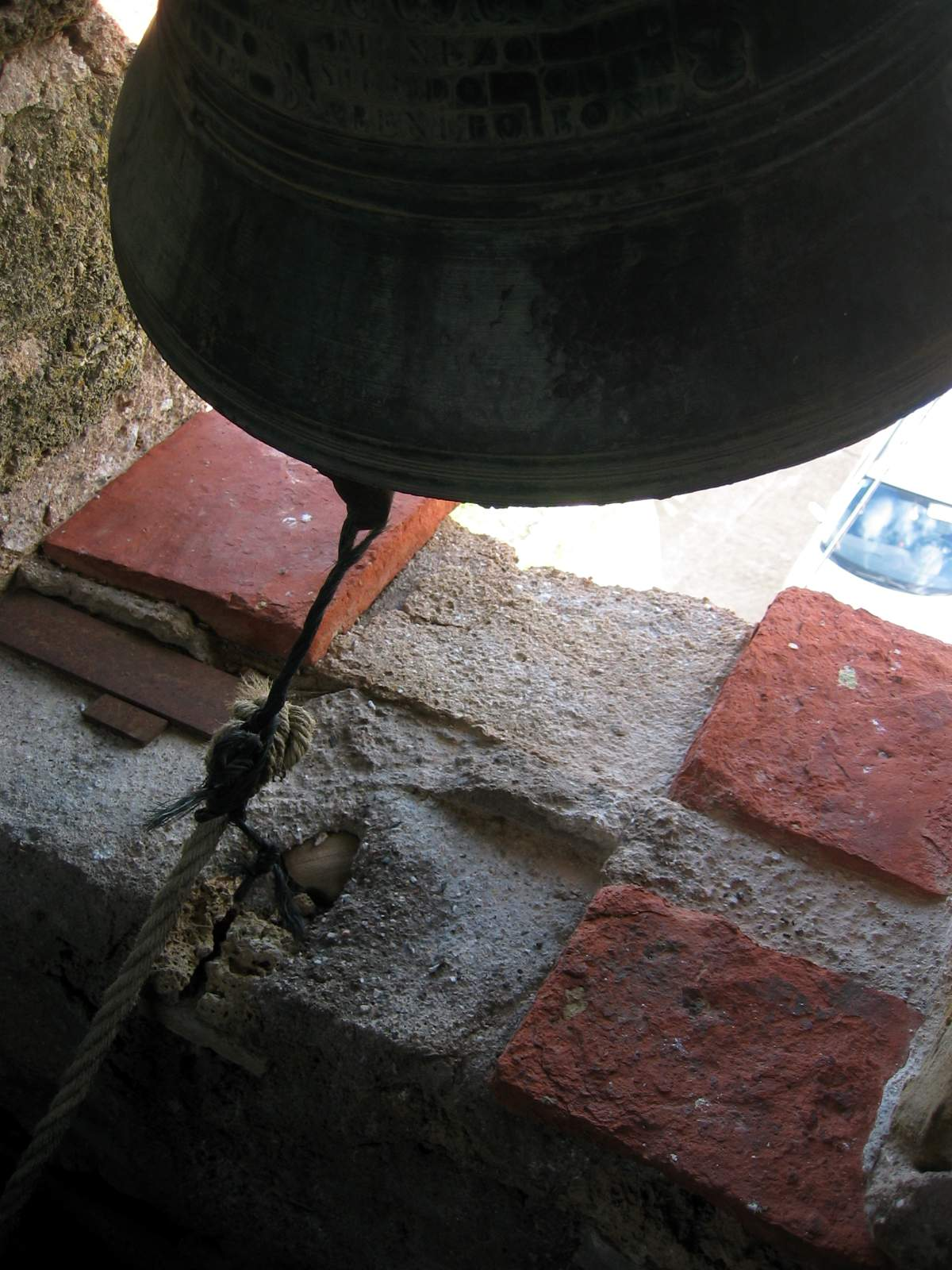
Detalle de la "Santa Bárbara" (1859) en la iglesia parroquial de Arroyo Cerezo, Castielfabib (Valencia).